# Regiment Castilla
El Regiment d'Infanteria Castilla núm. 16 és una unitat d'infanteria de l'Exèrcit de Terra espanyol. Es va crear per iniciativa de Pedro de Alcántara, XIII duc del Infantado, que fou a més el seu primer coronel. El 3 d'abril de 1793 es va cursar la petició de la creació del Regiment al rei Carles IV d'Espanya, qui va contestar afirmativament el 15 d'abril d'aquest mateix any. La seva primera denominació va ser la de Regiment de Voluntaris de Castella, segons notificació del Ministre de la Guerra de data 25 d'abril de 1793, en la qual es transmet el desig del rei que se li imposi el nom esmentat. El Regiment es va fundar amb tres batallons de quatre companyies de fusellers cadascun.
Té l'àlies de «L'Heroi», sobrenom aconseguit per la valentia mostrada contra els francesos en el segon setge de Saragossa, especialment en la presa amb baioneta de la muntanya Torrero i en la defensa del Convent de Jesús el 21 de desembre de 1808. Segons va citar el capità d'infanteria Antonio Gil Álvaro el 1893, «aquest malnom és a causa de l'actuació del Regiment durant el segon lloc de Saragossa». La Junta Suprema Central de Cadis, va decretar que aquestes forces anessin denominades com «Benemèrites de la Pàtria» pel seu «grau heroic i eminent».
El 26 de juliol de 1852 la reina Isabel II d'Espanya va concedir la Creu de Sant Ferran col·lectiva al Regiment, i la «corbata» corresponent per a la seva bandera pel seu «mèrit heroic» en les accions sostingudes el 23 de maig de 1839 en les pedreres d'Utrillas, a la província de Terol, contra les forces carlistes. El Regiment de Voluntaris de Castella va ser l'origen del posterior Regiment d'Infanteria Castilla núm. 16, que després esdevingué l'actual Regiment d'Infanteria Mecanitzada Castilla núm. 16, arran de l'arribada al seu aquarterament de Badajoz dels primers carros de combat i d'altres mitjans mecanitzats, sent el seu primer cap des del 17 de febrer de 1966 el tinent coronel Adolfo Rovira Recio.

## Antecedents

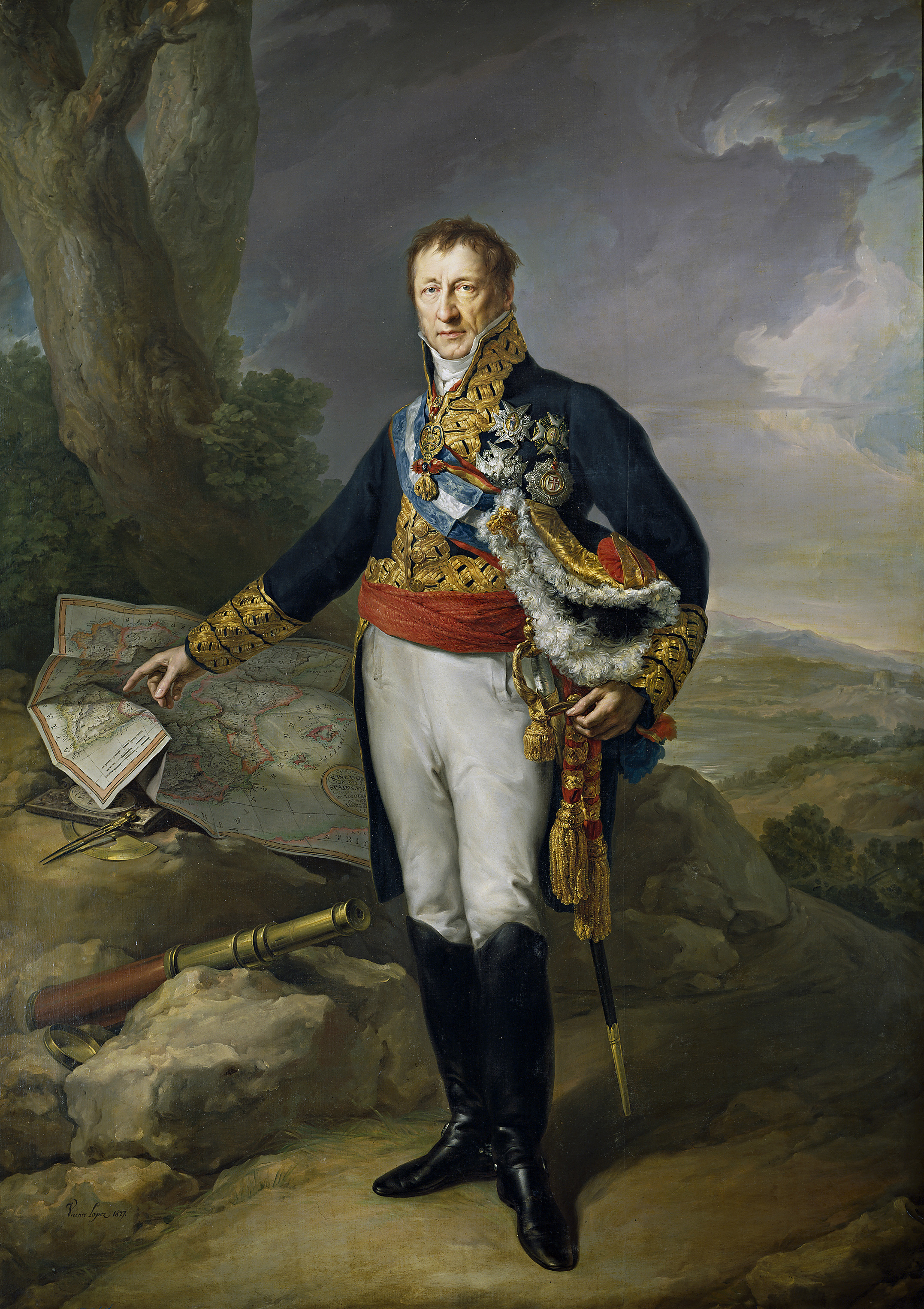
XIII duc del Infantado (Museu del Prado)

La mort a la guillotina del rei de França Lluis XVI el gener de 1793 —esdeveniment culminant de la Revolució Francesa— va impactar notablement tots els nivells dels estaments socials, polítics i religiosos espanyols. A més, el monarca executat era parent del rei d'Espanya Carles IV d'Espanya. Tanmateix, dins de la classe política hi havia posicions divergents: alguns, com el comte d'Aranda, antic ministre del rei Carles III d'Espanya, no eren partidaris de la ingerència en els assumptes interns del país veí, mentre que uns altres eren totalment partidaris de declarar la guerra a França. El nomenament al maig de 1793 de Manuel Godoy, membre de la segona facció, com a Capità General i, per tant, responsable polític i militar de la guerra, va ser el fet que va moure l'equilibri inestable d'opinions envers la intervenció.

## Documents de la seva creació
Es conserven complets els textos dels tres documents que van marcar la creació del Regiment de Voluntaris de Castella:
- Instància del XIII Duc del Infantado al Rei
- Acceptació de S. M. el Rei
- Resposta del Ministre de la Guerra a Aranjuez a 15 d'abril de 1793:
- Denominació del Regiment

## Història

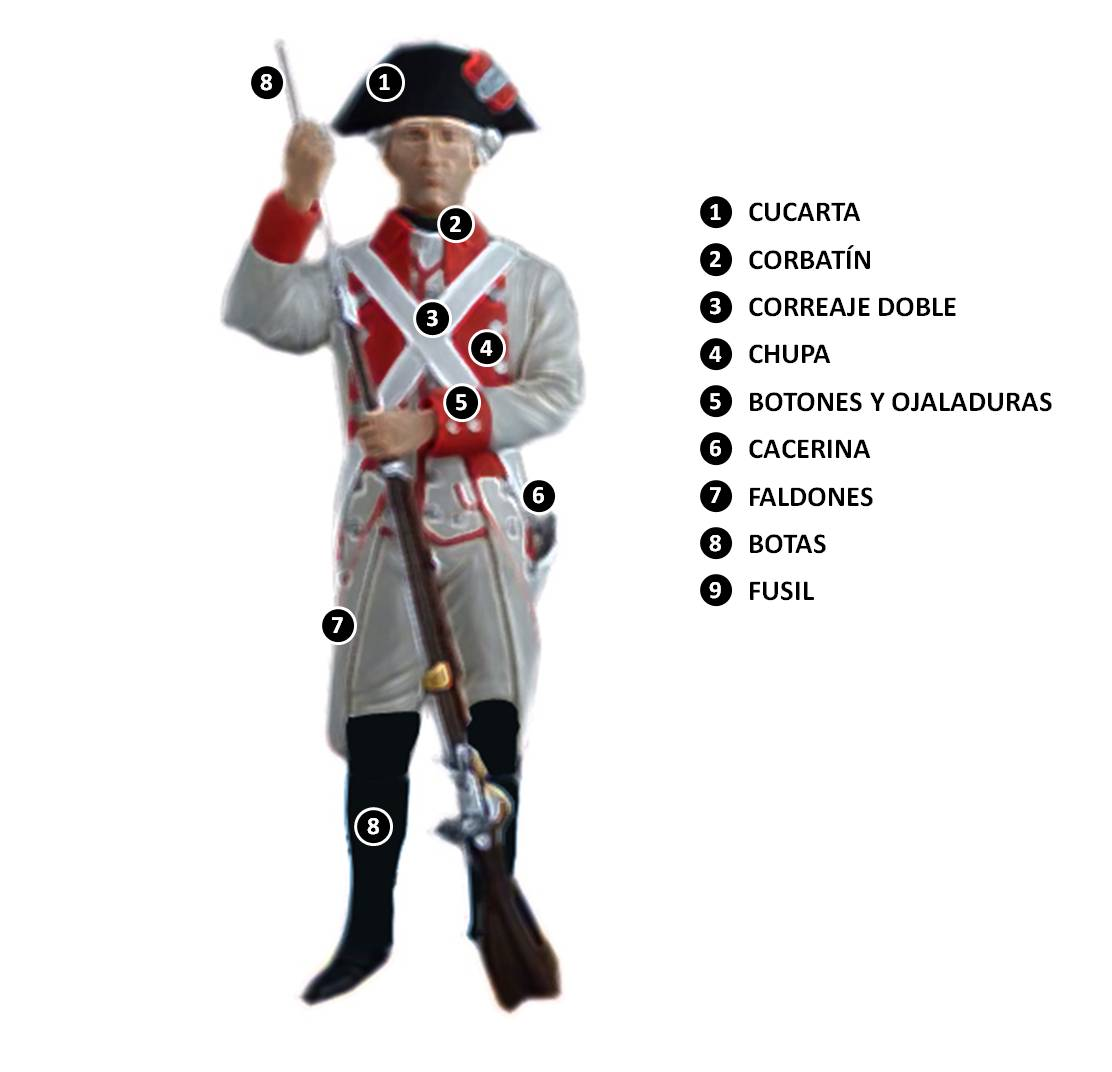
Soldat del Regiment Voluntaris de Castella.

Abans la fundació del Regiment, l'uniforme de la Infanteria de Línia es componia de barret amb un galó i una bagueta de galó d'estam blanc. Els cabells es pentinaven amb un bucle a cada costat i recollits en cueta per darrere que portaven enseuada i empolvorada. Els calçons, casaques i jupes van passar a ser de drap blanc i les solapes, collets, barres i voltes, de color carmesí. L'uniforme de fuseller del Regiment Voluntaris de Castella al moment de la creació i d'acord amb el reglament assenyalat en la Real Ordre de 22 de juny de 1791, va ser el següent: la casaca, la jupa i els calçons havien de ser de color blanc i la solapa, el collet, les voltes i els vius —el filet, cordillet que es posa per adorn en les vores o en les costures de les peces de vestir— de color carmesí. Els botons havien de ser blancs amb la inscripció «Voluntaris de Castella». No havien de tenir galons en el barret tricorn però sí una bagueta blanca i botons blancs. L'escarapel·la havia de ser de llaneta vermella, les corretges encreuades, de cuir blanc llis o lleugerament vellutat, amb cartutxera de vaqueta negra. Les polaines van passar a ser de loneta crua, cordades al costat, amb garroteres de vaqueta negra. Les sabates havien de tenir tres soles, de vaqueta negra, i una sivella de metall blanc.
A l'inici de la Guerra Gran l'uniforme va canviar molt, esdevenint de drap marró, casaca curta i botí fins a mitja cuixa, de drap negre. El ponxo per a abric, també de color marró, si no es portava lloc, es posava a l'esquena cargolat i travessat en diagonal d'esquerra a dreta. El barret era rodó amb un ala aixecada amb bagueta d'estam groc. L'uniforme segueix evolucionant al llarg dels segles XIX i XX, fins que a partir de 1988 es va adoptar per a tota la unitat l'uniforme mimetitzat amb el terreny, seguint la tendència de la majoria dels exèrcits europeus moderns.
Una vegada es va prendre la decisió d'intervenir en la guerra contra França, tant la noblesa com l'església va aportar-hi diners i homes i les ciutats van contribuir amb mitjans econòmics i materials per a la formació de Cossos d'Exèrcit. El juny de 1793, el duc va encarregar l'organització del regiment al sergent major Joaquín Blake, el qual va formar i va instruir el primer Batalló a Leganés i Vicálvaro, ambdós en la perifèria de Madrid. Seguidament va marxar cap a Aranjuez, on el rei Carles IV va passar revista i els va enaltir «pel bon i lluït port dels Voluntaris de Castella».

### Des de la Guerra Gran a la Guerra del Francès

#### Batalles del Rosselló i del Coll de la Creu del Principi
Per a l'acció bèl·lica que es preparava es van formar tres cossos d'exèrcit: dos d'ells, de caràcter defensiu, es van situar a Guipúscoa i a Aragó, i el tercer, ofensiu, es va situar a Catalunya, al comandament del general Antonio Ricardos. En aquest tercer cos d'exèrcit es trobaven 1.501 homes del Regiment de Voluntaris de Castella. La seva primera acció de guerra va tenir lloc durant la Guerra Gran de 1794-1795. El Regiment de Voluntaris de Castella va ser destinat al cos de tropes que operaven en l'alt de Vallespir i, precisament el 19 de maig de 1794, al començament de les hostilitats, el «Castilla» va entrar en combat al Coll de la Creu del Principi, amb el comte del Puerto com a cap. Luis Firmin de Carvajal, comte de la Unión i general en cap de les tropes espanyoles, va fer un extens i molt favorable esment del Regiment de Voluntaris de Castella per la seva bravesa en la lluita i pels objectius aconseguits.

#### Batalles de Terrades i La Jonquera
En l'època en la qual el regiment va estar a les muntanyes de la Muga al comandament del general Juan de Courten, ja es coneixia la seva experiència tàctica arran de les gestes anteriors en la Guerra Gran i Luis de Marcillac ho va reflectir amb un elogi d'aquesta unitat per les seves valeroses accions dutes a terme al peu de la muntanya de Terrades amb aquestes paraules:
| « | Courten era al peu de la muntanya de Terrades, dues vegades les seves tropes van a la càrrega, i dues vegades són rebutjades, per tercera vegada amb baioneta calada es llencen dins les bateries enemigues i arriben a fer-se'n amos. | » |

En aquesta sagnant acció va resultar ferit el seu sergent major, Blake. En la nit del 17 d'agost, units el primer i segon batalló, van avançar cap a La Jonquera. El primer batalló es va apoderar de La Jonquera a l'alba del dia 21, però va haver de retrocedir en no poder resistir l'atac dels francesos. Uns mesos abans, el 19 de novembre, les forces franceses van atacar la posició espanyola de Figueres on, després d'un dur i sagnant combat, va morir el general en cap espanyol —el Comte de la Unió— i el regiment «Castilla» es va retirar a les seves casernes de Girona.

#### Batalles de Banyoles i Pontós
A principis de 1795 va ser presa la plaça de Roses per les tropes del «Castilla» però, al seu torn, els francesos van aparèixer al març amb set mil soldats i tres-cents cavalls a Besalú. En maniobra d'atac, el Voluntaris de Castella, al comandament del general Gonzalo O'Farril, va marxar sobre Banyoles per atacar els francesos i va obtenir la victòria. El regiment també va participar el 13 de juliol d'aquest mateix any a la batalla de Pontós, sota el comandament del marquès de la Romana.

#### Presa del Fort Manuel
Dies després de la batalla de Pontós, el Regiment de Voluntaris de Castella i altres efectius d'infanteria van marxar amb la missió d'apoderar-se d'un punt altament fortificat anomenat Fort Manuel, que estava situat en una altura extremadament escabrosa i de molt difícil accés, de tal forma que els soldats havien de grimpar per una estreta sendera en fila d'un. Els assaltants van agafar per sorpresa els sentinelles i, mentre les tropes franceses estaven protegides en rereguarda, van prendre el fort junt amb l'altre cos d'infanteria sense sofrir baixes. Tot i tenir ja el triomf assegurat, el general que comandava aquestes tropes, veient que havien pres la posició abans que ell l'hagués ordenat, va manar a la columna que retrocedís immediatament, sense tenir en compte que l'objectiu de la missió estava complert. En observar els francesos que els espanyols es retiraven pel camí escarpat i desprotegit i que eren un blanc fàcil, van arrasar als soldats espanyols amb successives descàrregues, causant-los enormes baixes.
Els caps, oficials i soldats, que van haver de retrocedir, van cridar: «Això és una picardia, una traïció!». La irritació del general va ser tan gran que va obligar els soldats que havien perdut les seves armes a carregar amb filoses fins que s'armessin amb fusells enemics, la qual cosa es va interpretar més com una vexació que com un càstig, i una actitud que cap altre cap o oficial hagués tingut amb les seves tropes, i més tenint en compte que el Regiment de Voluntaris de Castella havia valerosament. Com no es creien mereixedors d'aquest tracte, Pedro Álvarez —soldat del regiment— va fer un escrit que el cronista oficial no va inserir per respectar la memòria del general.

#### Pau de Basilea i Tractat de Sant Ildefons
El 22 de juliol de 1795 es va signar la Pau de Basilea, per la qual els francesos retornaven els territoris que havien ocupat. Aquests, al comandament del general Moncey, havien arribat a Miranda de Ebro amb direcció al pas de Pancorbo, a la província de Burgos, mentre la família real preparava la seva fugida a Amèrica i l'arquebisbe de Toledo publicava una carta pastoral exhortant al clergat a recollir els tresors religiosos perquè no caiguessin en mans de l'enemic francès. Amb la pau que es va aconseguir per la signatura del Tractat de Basilea el regiment va marxar de guarnició a Madrid.
Manuel Godoy, originari de Badajoz, recentment nomenat “Príncep de la Pau”, va signar un altre tractat amb França, el Tractat de Sant Ildefons, que no era altra cosa que una nova versió dels Pactes de Família del segle anterior. Mitjançant el Tractat de Sant Ildefons Espanya es va veure obligada a facilitar a França quinze navilis, 18.000 soldats d'infanteria i 6.000 de cavalleria amb la seva corresponent artilleria. Aquest reforç va permetre a l'octubre la guerra contra Anglaterra. A conseqüència d'això, l'any 1796, el Regiment Voluntaris de Castella va quedar emplaçat a Extremadura, al costat de la frontera portuguesa, per oposar-se a Anglaterra en cas de necessitat. Va romandre en aquesta situació durant onze mesos i va marxar posteriorment a Catalunya, on va afegir a la seva denominació el número «40». El novembre de 1798 els britànics van ocupar Menorca, per la qual cosa al maig de 1799 van embarcar a Barcelona amb destinació a les Illes Balears cent deu soldats de la segona companyia del primer batalló del «Castilla». Amb la signatura el 1802 del tractat de Pau d'Amiens, pel qual es recuperava Menorca a canvi de la cessió de l'Illa de Trinitat, van retornar aquests soldats destacats i es va reunir tot el Regiment a València com a guarnició, amb el número «35».

### Guerra del francès

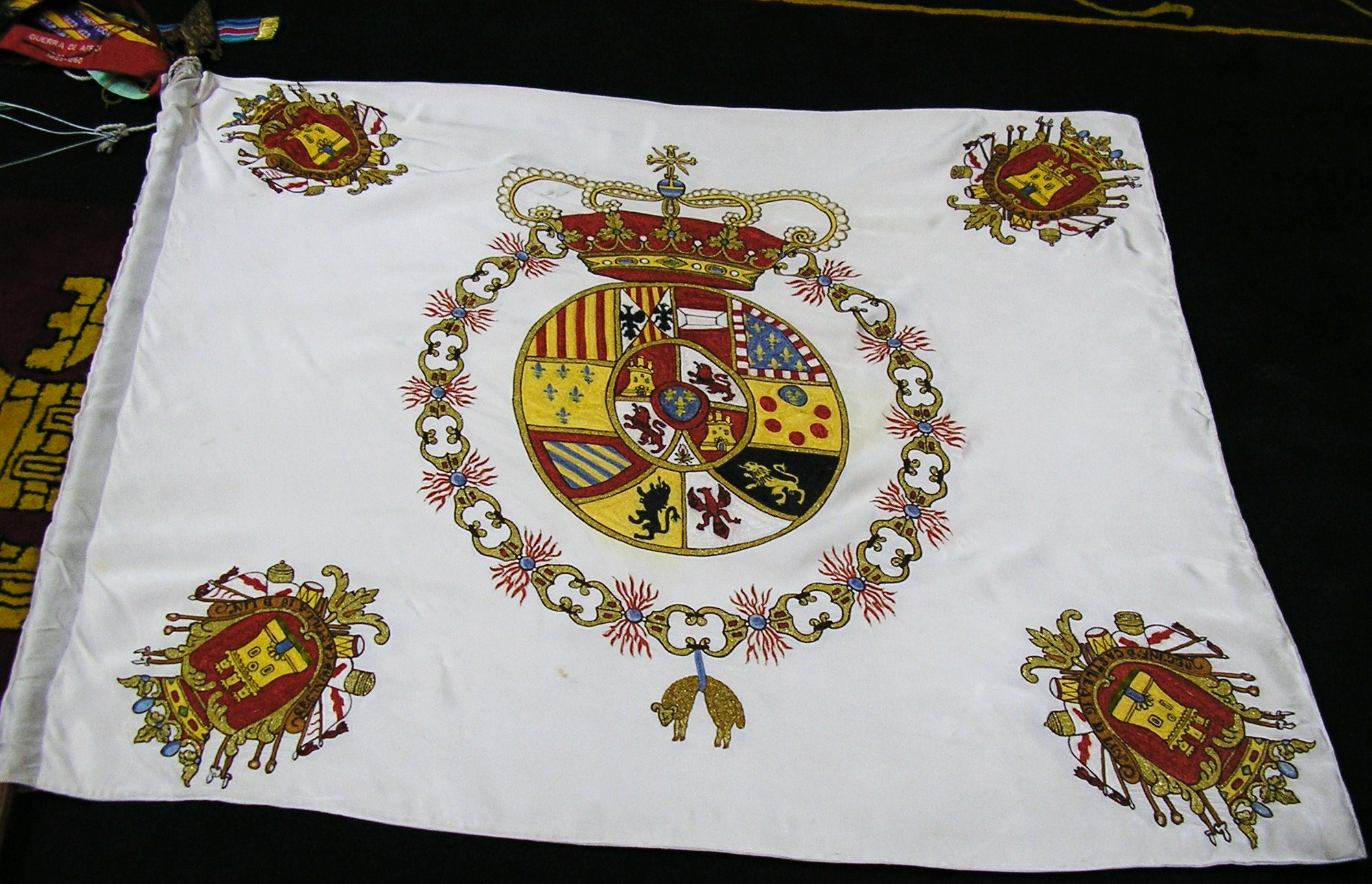
Bandera Coronela del Regiment Castella.

A partir de l'aixecament del 2 de maig de 1808 el poble espanyol es va aixecar en armes contra els invasors francesos, ques pensaven que, vist el comportament dels seus governants, no seria difícil vèncer al poble. Després del revés que van sofrir els francesos a la batalla de Bailèn, el mateix Napoleó Bonaparte va intervenir en persona per dirigir la guerra. Mentrestant, el Regiment va partir de Cartagena passant per València i Madrid amb direcció a Saragossa per auxiliar al general José de Palafox en el primer setge que va sofrir la ciutat, i van aconseguir vèncer les tropes franceses comandades pel general Jean-Antoine Verdier. El Regiment va expulsar de les trinxeres als francesos, que van abandonar el setge el 25 d'agost. Poc després Napoleó es va presentar amb cent mil soldats i va vèncer les tropes espanyoles, entre elles el Regiment Voluntaris de Castella, que en aquest moment estava sota el comandament del mariscal de camp Felipe Augusto de Saint-Marcq. En aquesta derrota, que va tenir lloc a Tudela el 1808, el Regiment va sofrir un duríssim revés en ser-li arrabassada pels francesos la Bandera Coronela del Regiment, que va ser portada com a trofeu al Museu dels Invàlids de París. El 1809 se li va encomanar al regiment la defensa de Tejares, prop de Saragossa, on va defensar cases i convents, com el de San Agustín, amb tal bravesa que, malgrat haver estat vençut, fet presoner per les tropes franceses comandades pel general Jean Lannes i posteriorment deportat a França, va adquirir per primera vegada l'àlies de «L'Heroi» que figura en el seu escut. Aquest «motiu», com es diu en la vida militar als sobrenoms més adequats de les unitats per les seves accions de guerra, li va ser concedit al regiment per la Junta Suprema Central, situada a Cadis, com a premi a la seva actuació en el Segon Setge de Saragossa. Aquestes dades les va referir el capità d'infanteria Antonio Gil Álvaro el 1893.

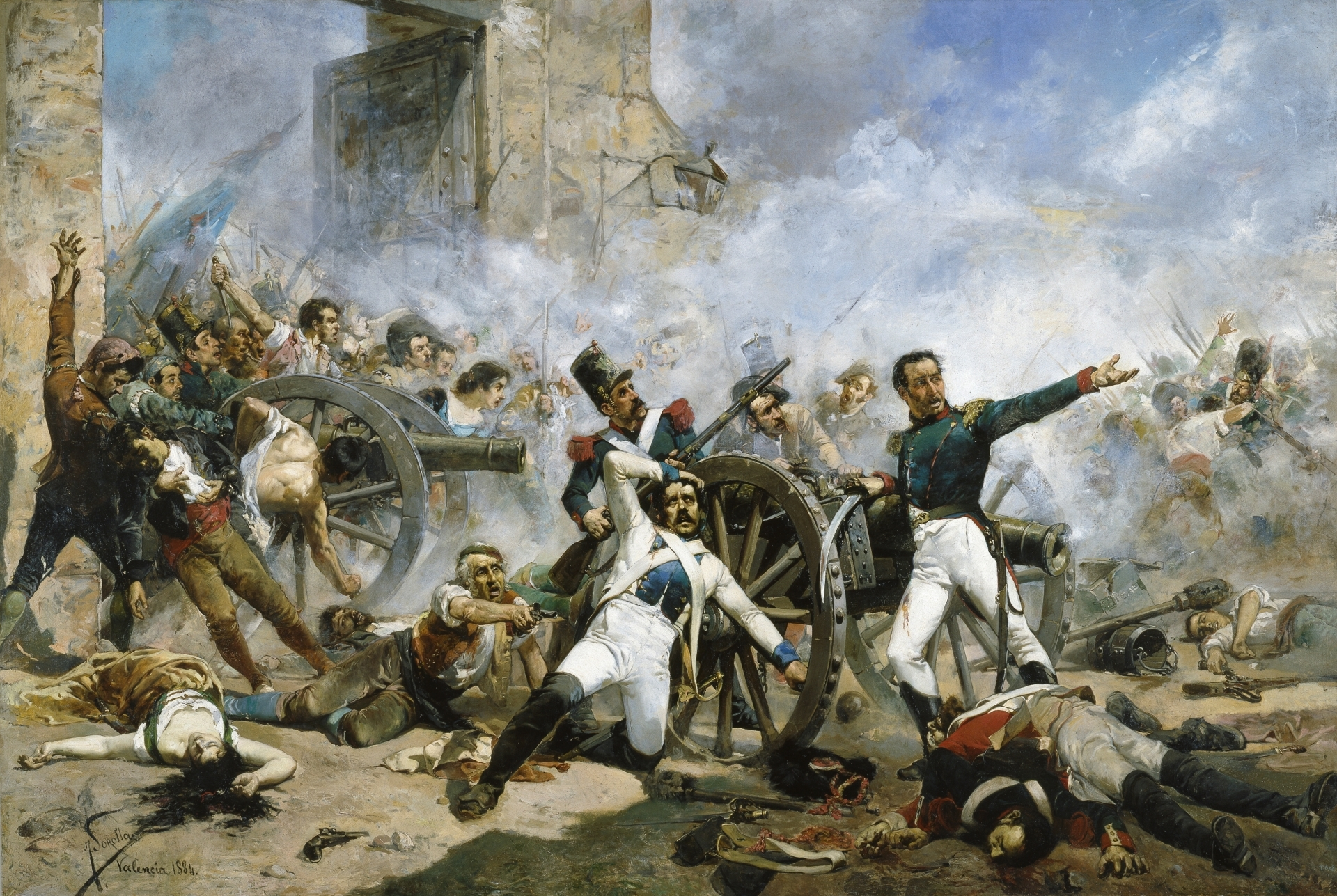
Defensa del Parc d'Artilleria de Monteleón el 2 de maig de 1808, conservat a la Biblioteca Museu Víctor Balaguer

La Bandera Coronela està catalogada al Museu de l'Exèrcit amb el número 21 138, és de seda blanca, té al seu centre l'escut d'armes reials i quatre escuts en els seus angles formats per sengles castells d'or sobre camp de gules, orlats per trofeus militars i superats per la corona reial. Al voltant té el lema «Regimiento de Infanteria Castilla núm. 16 de Línea».
El 28 de febrer de 1810 es va reorganitzar el regiment entorn del tercer batalló, que havia operat tot l'any pel País Valencià, on va tenir durs enfrontaments amb les tropes franceses a Morella i Molinaseca. El regiment va tenir l'enfrontament més important a partir del 25 d'agost a Sagunt, on formava part del 2.º Exèrcit i estava enquadrat, dins d'aquest, en la Divisió que manava el mariscal de camp José Miranda. En aquesta batalla, a causa d'unes desencertades decisions en el desplegament i adreça de les forces, es va enfonsar el flanc esquerre en el qual estava el Regiment de Voluntaris de Castella, i van haver de retrocedir cap a posicions més segures.
A continuació el regiment va marxar a defensar València, on va lluitar en els ravals fins que se li va ordenar retirar-se a l'interior del recinte emmurallat de la ciutat. L'exèrcit francès estava al comandament del mariscal Louis Gabriel Suchet, qui va obligar les tropes espanyoles a rendir-se, entre elles el Regiment de Voluntaris de Castella, el 16 de gener de 1812. Es va donar la coincidència que les tropes espanyoles estaven manades pel general Joaquín Blake, que havia estat sergent major del Castilla en els temps de la seva fundació. El botí agafat pels francesos va ser enorme, ja que van capturar a vint-i-tres generals, incloent a Blake, prop de mil oficials i més de 15 000 soldats, a més de 350 peces d'artilleria i vint-i-una banderes.

### Guerra d'Independència de Mèxic

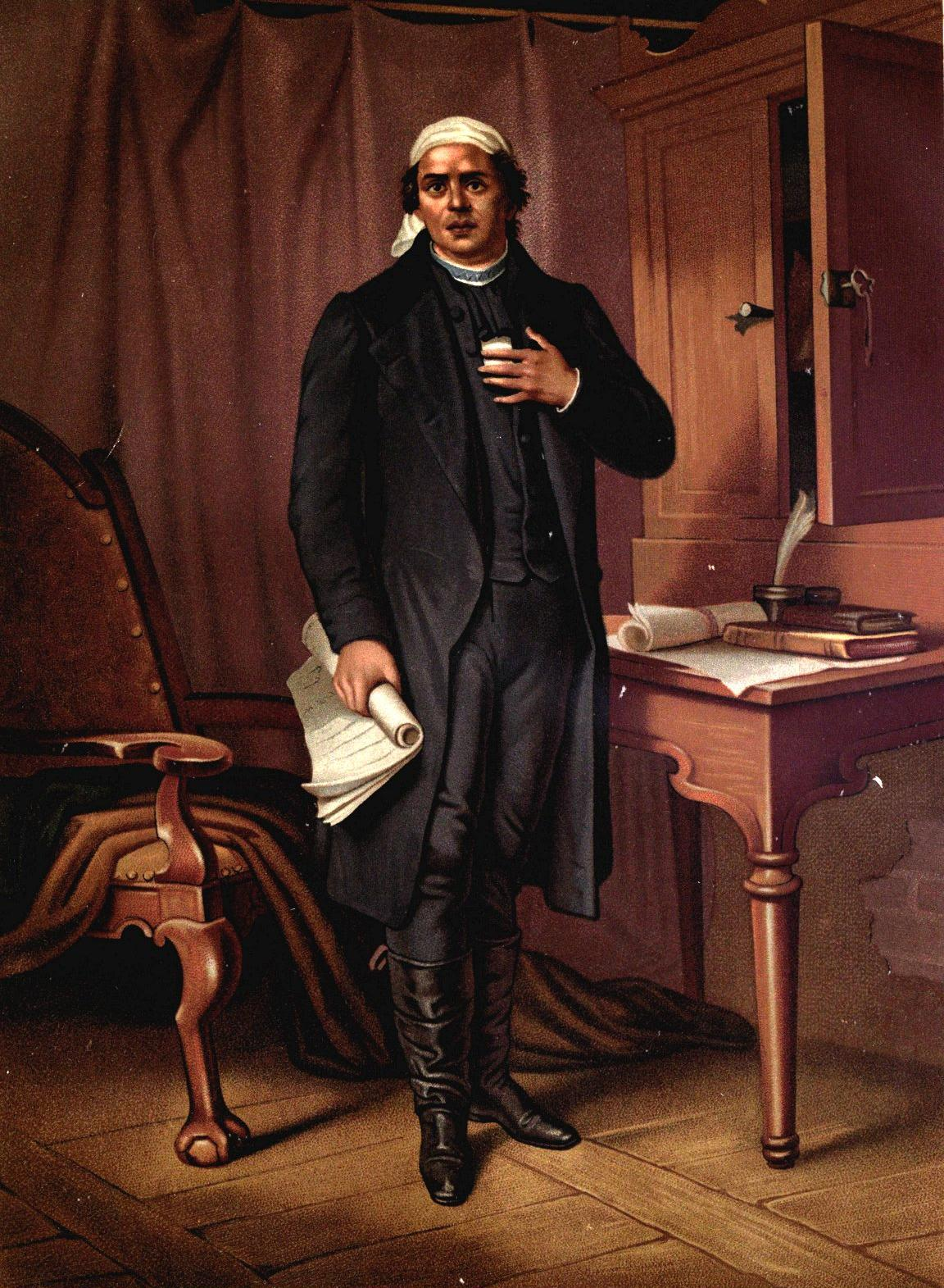
José María Morelos.

El Regiment de Voluntaris de Castella es va reorganitzar l'any 1812 i va embarcar a mil dos-cents efectius en les fragates de transport Carlota, Dido, Hermida i Unió el 16 de març a Vigo, sent escortats per la fragata de guerra Diana. Després d'una escala de tretze dies a Puerto Rico va arribar el 2 de juliol a Veracruz, en el Virregnat de Nova Espanya. La difícil adaptació de les tropes al clima tropical va produir tantes baixes per malaltia que el coronel asturià Hevia i Antayo va decidir internar-se sense més demora en direcció a Jalapa, però la fustigació dels insurgents els va fer tornar a Veracruz. El 1813 es va destinar al Regiment a guarnir la Ciutat de Mèxic i, mesos després, el virrei ho va enviar a la província de la Puebla de Zaragoza fins a la fi de 1814. En aquest mateix any Ferran VII d'Espanya va recuperar la llibertat i va tornar a Espanya, però «El Desitjat» aviat va frustrar moltes de les expectatives dipositades en ell, especialment quant a les províncies americanes, on va designar a militars per ocupar llocs polítics. Això va provocar la repressió dels insurgents amb l'afusellament dels seus capitosts.
El gener de 1815 va tenir lloc l'única trobada bèl·lica amb els independentistes a les zones de Huatnatlan i Sepetépec. El Regiment va prendre part en diverses accions durant 1816: el 10 de febrer en Ixtapa, el 24 en Riofrío, el 21 de març a San Salvador el Verd (municipi de l'estat de Puebla), el 29 en Atlapexco, el 23 de juny en Sant Marcos Ixquitlán i l'últim dia de l'any en Tepexi de Rodríguez. Va ser un any nodrit d'accions de combat i ho seria també l'any següent. El 1817 els insurgents van prendre una bona quantitat d'enclavaments. El «Castilla» va recuperar llocs com a Cerro Colorido, Puente del riu Atoyac, Paso de Piedra, Barranca de Jamapa i un bon nombre més d'ells en l'estat de Pobla. Des del 21 de febrer, en què es va rendir Tehuacán, fins al 20 de desembre, van recuperar unes onze posicions, algunes d'elles lluitant a baioneta calada, com va ser el cas de la Barranca de Jamapa. 1818 va ser de similar activitat militar. Durant els anys 1819 i 1820 el «Castilla» va recórrer diversos districtes, com Olivara, Terra Calenta i Còrdova, sense novetats dignes de major esment.

#### Escut de distinció

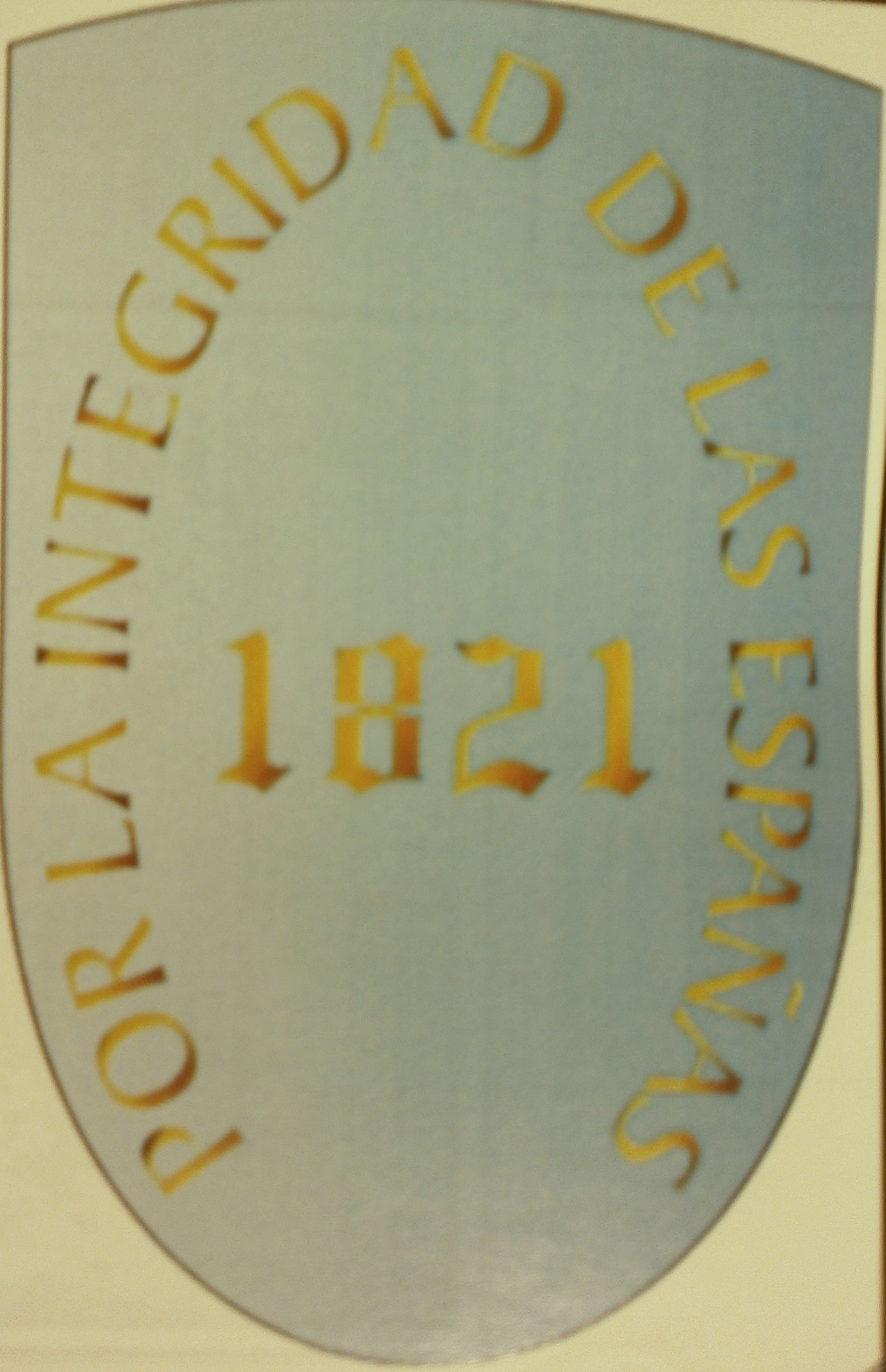
Escut de distinció.

La situació es va complicar a Mèxic i els problemes es van aguditzar. El coronel Agustín de Iturbide, d'origen aristocràtic, es va unir a la causa independentista i va promoure el Pla d'Iguala que, entre altres mesures, prometia respectar el dret a la propietat privada, els drets del clergat contra qualsevol desamortització, la seguretat d'ocupació en la burocràcia civil i la independència del Virregnat de Nova Espanya. El representant de la Corona, Juan O'Donojú, va signar el Pla sense el consentiment d'Espanya. A aquesta caòtica situació es va enfrontar el Regiment de Voluntaris de Castella durant els mesos següents, mantenint-se durament el 22 d'abril en Tepeaca, on va sofrir la pèrdua de dos capitans, dos tinents i diversos soldats. Per aquesta acció es va concedir a tots els components del regiment una distinció consistent en un escut col·locat en el braç esquerre, amb un lema, sobre camp celeste, que diu: «Per la integritat de les Españas. Any 1821».

#### Batalles de Orizaba i Còrdova
Els Voluntaris de Castella van entrar en Orizaba —anomenada antigament Ahuilizapan en Nàhuatl, que significa «lloc d'aigües alegres»—, a la regió de les grans muntanyes, i el bàndol contrari es va refugiar a Còrdova, on el tipus de lluita en carrers i cases feia recordar la tinguda en els setges de Saragossa. El regiment va sofrir les pèrdues de diversos caps i oficials, així com la del coronel del Regiment (Francisco Hevia), per la qual cosa va prendre el comandament el tinent coronel Blas del Castillo i Lluna. Donat l'heroisme i grans sacrificis del Regiment de Voluntaris de Castella, el virrei va manar escriure en el llibre d'ordres del regiment la següent nota:

#### Batalla de Tacuba
Amb el considerable augment de potencial militar del coronel Iturbide, a causa que molts espanyols es van adherir a ell per defensar el Pla d'Iguala i els seus interessos, les seves forces van avançar sobre la capital. El «Castilla» els va fer front en Tacuba, sota el comandament del coronel Francisco Bocelli. La batalla de Tacuba es va decantar a favor del Regiment de Voluntaris de Castella, que va aconseguir frenar a les forces independentistes. A conseqüència d'això, un coronel cap d'altres unitats va enviar al mariscal de camp un missatge que, pel que fa al «Castilla», deia així: «Em falta per significar a V. I. els cossos als quals pertanyien els herois decidits i desitjosos de defensar al seu Rei....van ser el Castilla...».

### Trienni liberal
Quan el 1820 el general Rafael del Riego es va pronunciar amb les tropes al seu comandament favorablement a la Constitució Espanyola de 1812, el Regiment de Voluntaris de Castilla estava aquarterat a La Corunya, primera ciutat on va repercutir el pronunciament. Com a conseqüència de les conspiracions contra el nou govern es va enviar el Regiment a Aragó, Burgos, Navarra i Palència per controlar situacions cada vegada més tibants entre el sector favorable i el contrari a la Constitució.
Durant tota la contesa pot dir-se que no existeix una actuació conjunta del regiment com a tal, sinó que la unitat va actuar de forma desmembrada, ja que cada batalló va operar en un lloc diferent. Els components del regiment van actuar el 1823 a Alcanyís, en el bloqueig de Mequinensa i en el lloc de Calataiud defensant la causa liberal.

### Dissolució i refundació del Regiment
Un enviat secret del rei va negociar la intervenció de la Quàdruple Aliança formada el 1815. Un gran exèrcit, els anomenats Cent Mil Fills de Sant Lluís, al comandament de Luis Antonio de França, duc d'Angulema, va travessar el riu Bidasoa el 7 d'abril de 1823. La intervenció francesa va ser molt controvertida, perquè el poble encara recordava la lluita contra els francesos durant la Guerra del Francès. Davant tan gran exèrcit els Voluntaris de Castella es van replegar cap al sud al comandament del general Francisco Ballesteros que, al final, va haver de capitular. Els diferents batallons del regiment van ser dissolts: el primer en Simancas i el segon en Cabra; la tropa va ser llicenciada i els caps, oficials i suboficials van sofrir una espècie de «depuració» en la qual van haver de demostrar la seva adhesió al rei.
Per una Real Ordre del 29 de març de 1828 va tornar a renéixer el regiment, en aquest cas amb la denominació de «Castilla núm. 15 de línia», format per dos batallons. Para la seva reorganització es va nomenar al coronel Francisco Sanjuanena, que posseïa l'Escut de Distinció per haver-hi assolit escapolir-se d'un camp de presoners francès i haver combatut a Perú. Malgrat això, i que no es va veure embolicat en els esdeveniments polítics, va ser investigat sobre la seva conducta durant el trienni liberal perquè quedés clara en aquests moments la seva postura d'adhesió a la Monarquia absoluta. La refundació va tenir lloc a Burgos, amb l'honor de maniobrar en presència del rei el 6 de juliol d'aquest mateix any. La banda de música del regiment va tocar per primera vegada a Lugo, al maig de 1829, i al setembre d'aquest mateix any el Regiment tria com a «Patrona tutelar» a la Mare de Déu del Carme. Amb motiu de la creació del nou Regiment Princesa (n.° 4), el Voluntaris de Castella va passar a tenir el número 16, el mateix que té en l'actualitat i sense canvis des de llavors. El Regiment Princesa va ser dissolt un segle més tard, el 1936.

### Primera Guerra Carlina

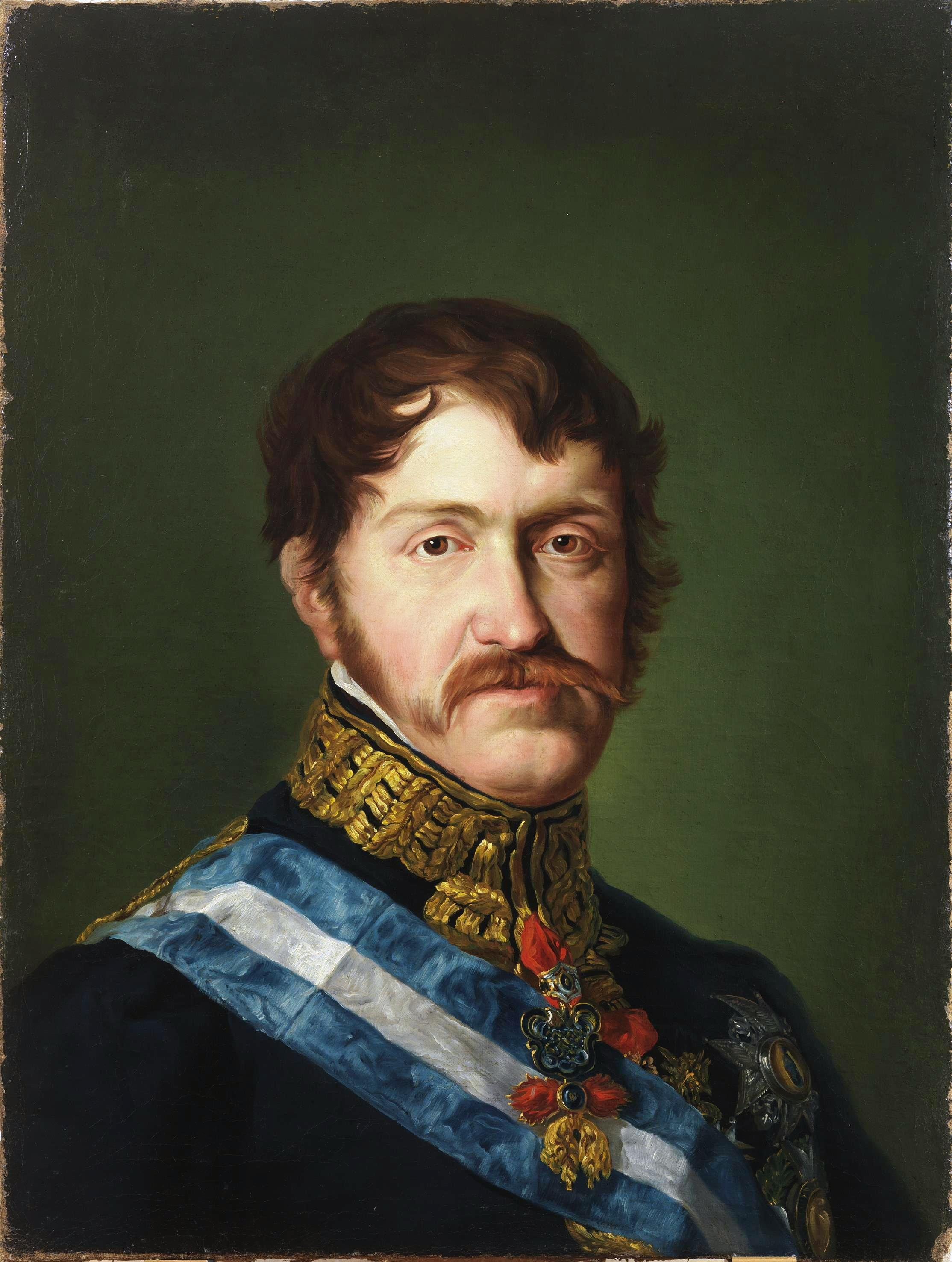
L'infant Carlos María Isidro, autoproclamado rei amb el nom de Carlos V.

El 29 de setembre de 1833 va morir el rei Ferran VII, i l'infant Carles Maria Isidre de Borbó —que pretenia el tron en perjudici d'Isabel, la filla de Fernando— va aglutinar entorn seu a un bon nombre de partidaris. Per ordre del capità general de Galícia es va encomanar al Regiment de Castilla núm. 16, al costat de l'«Extremadura», la detenció de l'infant. En cas d'haver tingut èxit en la seva missió, el regiment podria haver canviat el desenvolupament de la guerra, però en les seves incursions pel nord de Portugal solament va aconseguir sorprendre en Lardosa als acompanyants del pretendent i confiscar l'equipatge d'est. Per aquesta acció el coronel Sanjuanena va ser ascendit a mariscal de camp i va passar a la prefectura del Regiment el tinent coronel major Miguel Mir de González.
A partir de llavors el Regiment d'Infanteria Castilla núm. 16 va viure la guerra en diferents fronts i amb sort diversa. Amb els seus batallons separats, aquests van estar presents en molts i variats combats: en Eulate, a les ordres del general Valdés, a Bilbao on va morir Tomás de Zumalacárregui, en la batalla de Mendigorria on, al comandament del general Luis Fernández de Córdova, van derrotar totalment als carlins, que van sofrir quantioses baixes en caiguts i presoners. A la comarca soriana de Tierra de Pinares van perseguir a Jerónimo Merino Cob cura Merino i al seu lloctinent Juan de Leonardo. Van operar també a Galícia, en les localitats sorianas de Miñana i Luco, van estar presents en les batalles d'Arlabán, Santo Domingo de la Calzada, Los Arcos i Arróniz, Orrantía i Bortedo, Astúries, Labacolla, Burón (Lugo), van prendre part en les accions de Retuerta, Villanueva de Carazo i Huerta de Rey a Burgos.
Obeint sempre als seus comandaments naturals, el Regiment Castilla núm. 16 va seguir recorrent el territori espanyol fins a la signatura del Conveni de Bergara. Però no va acabar aquí el conflicte, ja que no tots els cabdills carlins estaven d'acord amb el conveni, entre ells Ramón Cabrera, conegut com el «Tigre del Maestrat». Davant aquesta situació el «Castilla» va mantenir batalles en les pedreres d'Utrillas i va aconseguir la victòria en la batalla d'Arlaban. El 22 de maig de 1840 el regiment va marxar cap a les proximitats de la localitat de Tremp, a Lleida, i al fort de La Pobla de Segur, que eren atacades pels carlins. A la fi de 1840 es va reunir tot el regiment a Catalunya, on li va sorprendre el final definitiu de la guerra, però les dificultats no van acabar aquí. Per unes raons o unes altres, els alts càrrecs militars i polítics es van oblidar de proveir a l'exèrcit, que es va veure sumit en un estat de misèria. El soldat va arribar a estar a mitja ració, ja que la curta assignació que tenia l'Exèrcit arribava «per mans d'àvids contractistes que no s'avergonyien a especular amb la curta i sagrada assignació de les Tropes». Durant aquest període, la pèrdua d'efectius de l'Exèrcit de la Reina va ascendir a més de 140 000 homes en el transcurs de set anys, quantitat igual al nombre de tropes que estaven en peus quan va morir Fernando VII.

### Segona Guerra Carlina
Una vegada acabada la Primera Guerra Carlina, el Regiment Castilla núm. 16 es va establir en diversos punts de Catalunya. Les seves actuacions es van cenyir a la persecució de contrabandistes fins que, el 1844, es va fer càrrec d'aquest servei la Guàrdia Civil, creada aquest mateix any per aquesta i altres finalitats similars. En aquesta època, el regiment estava al comandament del coronel Alcocer. Eren uns anys convulsos pels continus alçaments tant de signe liberal com a absolutista, de tal manera que en poc temps van arribar a produir-se fins a quaranta-cinc alçaments. Així les coses, el Regiment Castilla núm. 16 es va veure embolicat en alguns d'ells, com el del general Narváez, cridat el «espadón de Loja», i el del general Prim a mitjan 1843.
En el mes d'agost de l'any 1844 va ser nomenat cap del cos el coronel Ramón Nouvilas, antic ajudant del general Marcelino Oráa. Aquest coronel va estar condemnat a mort per haver pres part en els successos del 7 d'octubre de 1841, quan va intentar separar per la força a Baldomero Espartero d'Isabel II i de la seva germana menor Lluïsa Ferranda d'Espanya, i va fugir a França. El gener de 1844 va haver-hi diverses insurreccions al sud-est espanyol i a la frontera de Galícia amb Portugal. Allí va acudir el regiment prèvia revista del general segon cap de la Capitania General de Galícia. En aquesta parada militar, dit general va assenyalar en la seva al·locució el següent:
Per aquestes raons, el regiment va estar desatès i, com a conseqüència dels seus continus trasllats a diferents fronts, la documentació reglamentària estava molt endarrerida. El coronel del «Castilla» va posar en coneixement aquesta situació, i el regiment va ser enviat a Carabanchel, on va passar revista el Ministre de la Guerra. L'any 1845 va ser tranquil per al regiment i el 16 de juliol, que era la festivitat de la Verge del Carmen, patrona del regiment, es van beneir i van canviar les antigues banderes blanques de l'època de la casa de Borbó per les noves, una per a cada batalló.

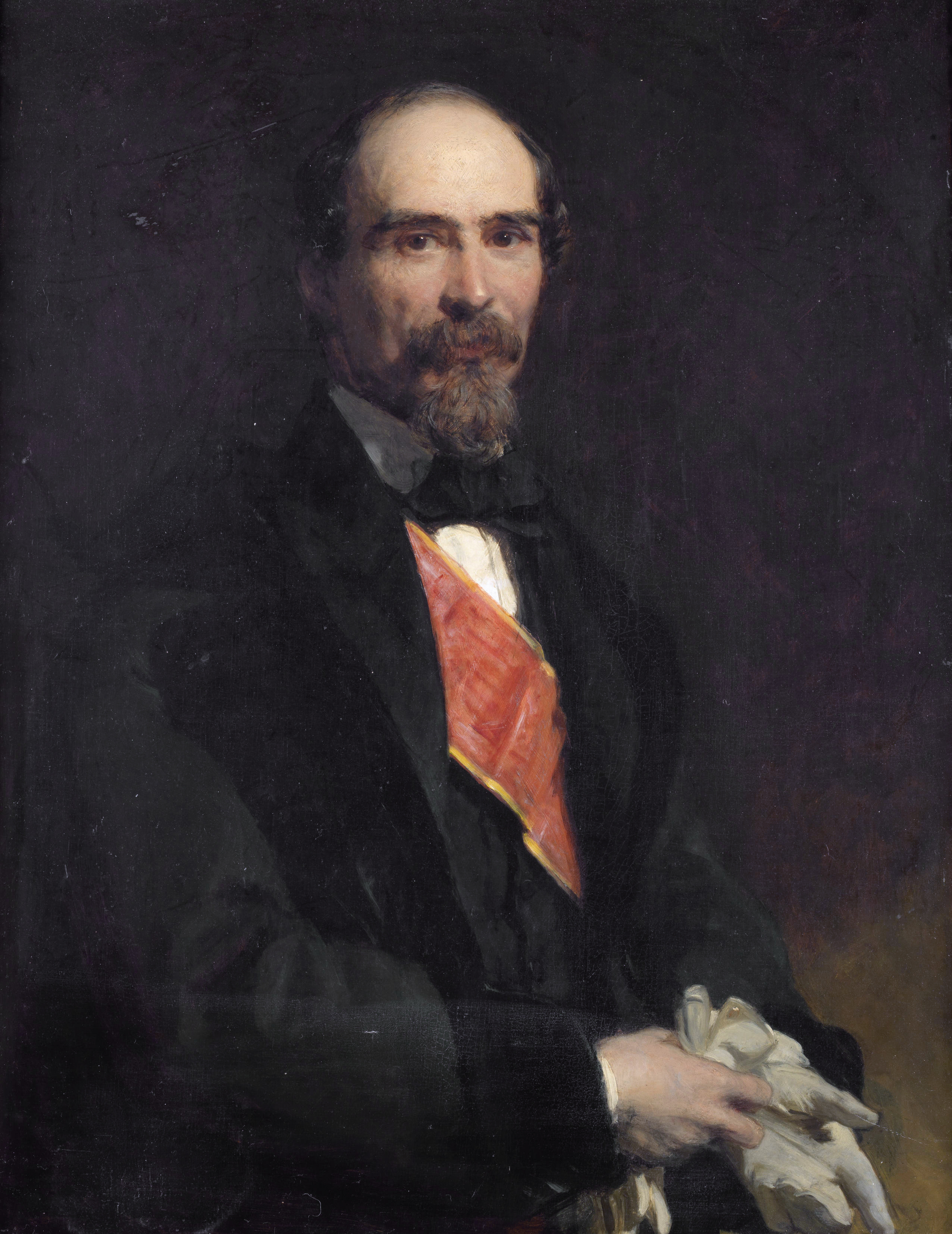
Retrat de Ramón Cabrera, el Tigre del Maestrazgo

No va passar molt temps perquè el regiment tornés a les armes. Fracassades les «noces d'Estat» entre Isabel II i la seva germana la infanta Luisa Fernanda amb el duc de Aumale i el duc de Montpensier, respectivament, els carlins van decidir anar una altra vegada a la guerra. El començament de les hostilitats no és molt precís, però és clar que les operacions es van desenvolupar a Catalunya. Allí van aparèixer «els matiners», també anomenats «trabucaires». Al principi les partides eren petites i molt fraccionades, fins que va arribar a Espanya Ramón Cabrera, sobrenomenat «el tigre del Maestrazgo», amb aurèola de gran heroi de la Primera Guerra Carlina.
Amb motiu de l'amnistia concedida per les noces de la reina, el general Espartero va tornar a Espanya i va ser nomenat senador, cosa que va disgustar al general Narváez, fins al punt que va entrar sabre en mà en el Consell de Ministres i va implantar una dictadura que duraria més de tres anys. Mentrestant, el Regiment d'Infanteria Castilla núm. 16 va recórrer tota Catalunya, on es va enfrontar en guerra de guerrilles als seguidors del «tigre del Maestrazgo». El setembre del 1848 va ascendir el coronel Nouvilas a mariscal de camp i, posteriorment, va arribar a ser ministre de la Guerra amb la Primera República Espanyola. Va nomenar al coronel De la Rocha com a cap del regiment.
La guerra contra els emboscats va ser fent efecte, sent el «Castilla» un dels regiments que en més accions va prendre part. A poc a poc es desgastaven els guerrillers, que perdien suports entre la població, sobretot en la rural, i augmentaven les desercions cap al «Castilla» i altres tropes governamentals a la recerca de l'indult, que va arribar el 8 de juny de 1849. El regiment es va acantonar a Barcelona i va llicenciar als soldats dels reemplaçaments de 1843 i 1844. Amb l'ascens del coronel de la Rocha a brigadier es va donar per finalitzada aquesta etapa.

### Guerra d'Àfrica
Una vegada acabada la contesa carlina, el regiment va establir la seva guarnició a Barcelona. L'agost de 1850 se li va ordenar la persecució del bandoler «Baliarda», que va morir en combat, i es van fer presoners molts dels seus seguidors, acció per la qual va ser felicitat el regiment. Va continuar amb la seva instrucció i reorganització durant la primera part de la dècada de 1850. El coronel de la Rocha va elevar una instància a la reina Isabel II d'Espanya a principis de març de 1851, en la qual sol·licitava que li anessin concedides al Regiment d'Infanteria Castilla núm. 16 les Corbates de Sant Fernando de quarta classe pels seus anteriors heroiques accions. El 26 de juliol de 1852 el Marquès de Novaliches, seguint instruccions de la reina Isabel II, va contestar des del Real Sitio de San Ildefonso confirmant la concessió d'aquest reconeixement al valor del regiment. El lliurament es va dur a terme el 10 d'octubre de 1852, data de l'aniversari de la reina.

#### Revolta de Vicálvaro o «vicalvarada»
A principis de 1854 es va produir un cas de gran corrupció al Govern en la concessió de les contractes per a l'explotació del ferrocarril. El Senat, reunit en sessió plenària, va votar en contra d'aquesta llei, el president Sartorius va dissoldre les Corts i va emprendre una persecució política contra els senadors. L'oposició va trobar suport en el general O'Donnell, que es va revoltar en Vicálvaro, localitat molt propera a Madrid, amb sis regiments de cavalleria i el Regiment d'Infanteria «Príncep», però constituïen una força escassa per oposar-se a les lleials al Govern. Diversos capitans generals es van sumar als revoltats, entre ells el de Catalunya. El Castilla núm. 16 també es va unir a la «vicalvarada». En aquesta situació la reina va cridar a Espartero perquè formés Govern en coalició amb O'Donnell, cosa que es va portar a efecte el 31 de juliol de 1854, data en la qual va començar l'anomenat Bienni Progressista. L'agost de 1854 va ser substituït el coronel de la Rocha —qui arribaria a ser Ministre del Tribunal Suprem de Guerra i Marina i posteriorment Conseller d'Estat— com a cap del Regiment d'Infanteria Castilla núm. 16, sent nomenat en el seu lloc el coronel Antonio Navazo de Teresa, procedent del carlisme i que recolzava el Conveni de Bergara. Aquests militars eren anomenats pels seus companys «els convinguts».

#### Marxa a les colònies i a Àfrica
El 1857 i en col·laboració amb les forces colonials franceses, Espanya va enviar expedicions militars a Mèxic, Santo Domingo i la Cotxinxina, a més d'Àfrica. El 2 d'octubre de 1858, sent el nou cap el coronel Eduardo Aldanese y Urquidi, el Regiment d'Infanteria Castilla núm. 16 va rebre l'ordre de preparar-se per embarcar i potenciar l'Exèrcit d'Àfrica. Van embarcar el 6 de novembre en el vapor francès Ville de Lió, que els va portar fins a Cadis. El ferrocarril, encara poc conegut, els va transportar fins a Sanlúcar de Barrameda, on van esperar per ser traslladats a Àfrica.

#### Casus belli
A Espanya no va haver-hi unanimitat sobre la guerra que es veia venir. Aquestes diferències d'opinions van fer que tant els polítics com el mateix poble oblidessin els greus problemes nacionals, que van passar a segon pla, conjuminant el pensar del poble contra l'enemic comú: el musulmà. El casus belli va ser quelcom tan simple com la construcció d'un edifici ordenada pel Governador Militar que valgués com a «Cos de Guàrdia» a l'efecte d'evitar les contínues desercions dels presidiaris treballadors cap a la zona marroquina. Com era de preveure, els marroquins van travessar la línia divisòria en la nit del 19 d'agost i van causar destrosses en la fortificació. El Govern espanyol va exigir al marroquí la presa de mesures per l'empresonament d'aquests individus i posterior càstig. Davant la tardança a prendre mesures per part de l'executiu marroquí, Espanya va declarar la guerra al Marroc.

#### Començament de les operacions
Les tropes que formaven el segon cos d'exèrcit, al qual pertanyia el Regiment d'Infanteria Castilla núm. 16, van ser revistadas pel mateix general O'Donnell el 18 de novembre de 1859. El Castilla núm. 16 va arribar a Ceuta el 28 de novembre en el vapor Brasil. El regiment es va enquadrar en la primera Mitja Brigada de la Primera Divisió, al comandament del general Zavala, futur president del Consell de Ministres d'Espanya. L'exèrcit expedicionario comptava amb uns 35 000 homes, contra els 45 000 que oposava el Rei del Marroc. La incògnita major respecte a l'enemic era la seva llegendària cavalleria, que solia adoptar en l'atac una mitja lluna per embolicar a l'enemic per tots dos flancs.
El regiment va ocupar les cases fortes o reductes de Francisco d'Assís, Cisneros i d'Isabel II; i les forces africanes, sabedores de la importància d'aquests enclavaments, els va atacar durament. En les primeres hores del matí del 9 de desembre de 1859 es va entaular batalla entre els nord-africans i el Batalló de Castilla núm. 16. Els marroquins estaven comandats per Muley-el-Abbas, germà del rei Mulay Muhammad IV. Es va arribar a enfrontaments a la baioneta calada, on els efectius marroquins eren superiors als espanyols en una proporció de quatre a un. El coronel del regiment Eduardo Aldanese i Urquidi va resultar ferit de bala en un costat, la qual cosa li va impedir continuar al comandament, però va ser ascendit durant la batalla a brigadier pel general Zavala. L'arma d'artilleria va tenir també una importància rellevant, ja que va estrenar els canons amb ànima rayada, sent la primera vegada que s'utilitzaven. El 14 de gener els regiments de Castilla núm. 16 i el de Caçadors de Simancas van prendre els alts que dominen la ciutat de Tetuan, on també es va arribar en aquesta batalla a la lluita a la baioneta, en la qual va resultar ferit el tinent coronel Crespo.

#### Batalla de Wad-Ras i signatura de la pau
El regiment va seguir lliurant combats al febrer de 1860 i va participar en la batalla de Tetuan. L'eufòria d'aquesta victòria va fer presagiar una futura i propera pau, però els marroquins van considerar inacceptable la cessió de Tetuán, com se'ls exigia. Encara que van continuar les negociacions, la contesa va seguir desenvolupant-se. A mitjan març el regiment es va batre durament en els fronts de serra Bermeja i Samsa amb lluita a baioneta calada i va prendre, també a baioneta calada, les altures del riu Izmir i Cap Negre. En les primeres hores del 23 de març de 1860 van continuar les operacions sobre Tànger, on va tenir lloc la batalla de Wad-Ras, el resultat de la qual va ser la fugida de la força adversària de la ciutat. Posteriorment el regiment va ser evacuat en el vapor Velasco amb direcció a Sant Sebastià. Va ser una campanya curta —solament va durar quatre mesos— però va resultar molt violenta i penosa, ja que el regiment va tenir 44 morts en combat i 159 ferits; i va participar en 23 combats i en dues batalles. Per la seva valentia en els enfrontaments en combat se li van atorgar 122 creus militars individuals. La signatura de la pau es va celebrar amb alegria i alegria per les tropes espanyoles, però va passar gairebé desapercebuda en la Península, fins i tot rebuda amb certa fredor per falta d'informació del que estava passant. No obstant això, les forces espanyoles, i entre elles el Regiment d'Infanteria Castilla núm. 16, van saber complir amb l'ordenat pels seus superiors.

### Tercera Guerra Carlina
Per recuperar-se de les ferides d'Àfrica, el Regiment d'Infanteria Castilla núm. 16 va estar de guarnició a Vitòria. Al coronel Aldanese va venir a rellevar-li el coronel José d'Andrade i Paino, oriünd de Badajoz, qui el 1848 ja va estar de tinent coronel en el regiment i era la seva il·lusió manar-ho algun dia. Va exercir com a coronel poc més d'un any, fins que el 1846 li va rellevar en el comandament el coronel José Velarde, donant-se en aquesta persona un fet molt curiós: va ser substituït en el seu càrrec el mateix dia que es va presentar a prendre possessió d'ell, pel coronel Melitón Andrés.
Com a conseqüència de les diferències entre els generals Joan Prim i Prats, que volia una caiguda ràpida de la monarquia, i Leopoldo O'Donnell i Ramón María Narváez y Campos, els seus contraris, va haver-hi una intentona de revolta a Aranjuez que va fracassar, i el Regiment Castilla núm. 16 va ser enviat a Pamplona. Al coronel Andrés, que era cap del regiment, el va succeir el coronel José Oliva i, a est, Ramón de la Torre i Bordons, veterà de dues guerres carlins, expedicionari a Itàlia per defensar al papa Pius XI i destacat en la Guerra d'Àfrica, per la qual cosa posseïa gran quantitat de condecoracions. Al març de 1868 ho va substituir el coronel de la Rosa a petició pròpia. A continuació es va nomenar un nou coronel, José Cherif i Monroy, format com a militar en les guerres carlines, i com s'havia adherit al Conveni de Bergara, va resultar que havia combatut contra els quals van anar els seus antics companys en la presa de Miravete de la Serra sota les ordres del general O'Donnell.
El 1869 es va proclamar la nova Constitució i va començar el procés de trobar un nou rei per a Espanya. Mentrestant va ser nomenat el general Prim com a president. Amb aquests continus canvis polítics, el Regiment Castilla núm. 16 va passar en qüestió de dies de combatre la revolució a donar-li suport. A mitjan octubre el regiment va ser enviat a València amb el seu nou coronel José Faura i Serra, veterà de les guerres carlistes, en les quals va ser ferit de bala en l'espatlla. A mitjan 1870 li va succeir el coronel José Pierrat Iniesta.

#### Arribada d'Amadeu de Savoia
El 30 de desembre de 1870 va arribar Amadeu de Savoia al port de Cartagena a bord de la fragata Numància. En desembarcar es va assabentar de l'assassinat a Madrid, aquest mateix dia, del general Prim. Els dos anys que va regnar Amadeu I d'Espanya van ser de tal manera convulsos que en aquest curt període va haver-hi tres eleccions generals i sis governs. Tant és així que el mateix rei va dir: «me'n vaig», i va abdicar amb caràcter irrevocable, acte que va afavorir la proclamació de la Primera República Espanyola. Durant els anys següents el regiment va operar a Santander, Burgos, Sòria i Madrid. Entre altres batalles destaca la que va mantenir contra unes partides carlines al poble burgalès de Medina de Pomar, ja que, encara que estaven en inferioritat manifesta de forces, després de rebutjar dos requeriments de rendició van contestar a aquesta proposta que «l'Exèrcit Español mai es rendia», i van fer fugir a l'enemic.

#### Proclamació del rei Alfons XII i derrota carlina
Davant els greus problemes que havia de resoldre la Primera República, afegits a unes guerres colonials a Cuba i l'anomenat «moviment cantonalista» —que va sorgir en el llevant i sud espanyol, com a Còrdova o Cartagena—, alguns polítics i militars van començar a considerar que la solució podria consistir en una «restauració borbònica» personificada en la figura d'Alfons XII. El 1874 els batallons del «Castilla» van prestar servei a Madrid, es van batre en les proximitats del poble càntabre de Rasines contra la partida facciosa del «Culebro» i van operar a Oviedo. El 18 d'abril es va incorporar al regiment el coronel Antonio Ziriza Sánchez, un dels més significatius que ha tingut la unitat, ja que procedia de la Infanteria de Marina, havia participat en l'expedició a Mèxic i va estar a les ordres del marí Méndez Núñez en els llocs de Valparaíso i del Callao.

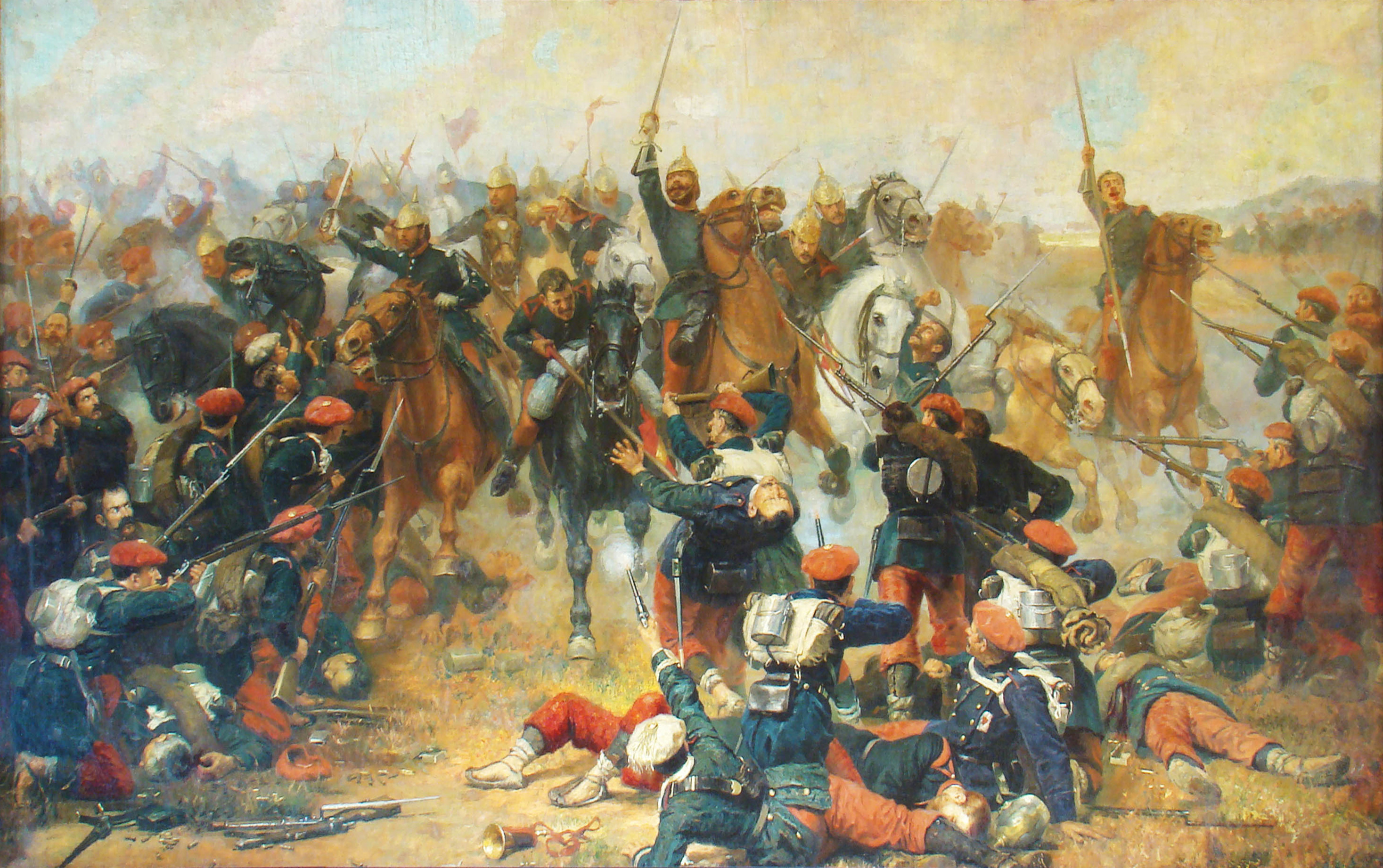
Batalla de Treviño, pel pintor Víctor Morelli. Museu de l'Acadèmia de Cavalleria de Valladolid.

Aquest mateix any el Castilla núm. 16 també va intervenir en la batalla del Vall de Somorrostro, en la de Sant Pere Abanto —on es va arribar al cos a cos—, en la presa d'Estella, a la Muntanya Muru, a Irun, etc. Posteriorment va embarcar en el port de Pasaia amb destinació a Santander, on el temporal va estar a punt de tirar-los en orris. El 29 de desembre de 1874, el general Martínez Campos va proclamar a Sagunt a Alfons XII com a rei, qui va nomenar primer president del Govern de la Restauració a Antonio Cánovas del Castillo. El 23 de gener de 1875, Alfons XII va passar revista en la localitat navarresa de Peralta a 40 000 soldats de totes les armes, i entre ells va estar present el Regiment d'Infanteria Castilla núm. 16. Al juliol va sortir el regiment cap a Miranda de Ebro i, poc després, va prendre part en la batalla de Tulillo. Va marxar cap a Sagunt i va assistir a la batalla de Treviño, per la qual va ser molt elogiat pel general Quesada. Al novembre va partir per a Vitòria i va participar en la batalla de Peñacerrada, on va prendre totes les defenses enemigues, inclòs el Fort de San León.
A principis de 1875 el Castilla núm. 16 va prendre a la baioneta el turó de Miravalles. Va acabar l'any 1875 a La Rioja, acantonat a Logronyo, i més tard va passar a Haro. El 26 de gener va sortir per a Vitòria, i el 30 d'aquest mateix mes va desallotjar en combat a la baioneta posicionis de tan difícil accés com les que té la muntanya Gangorri. El 5 de febrer va atacar i va prendre Abadiano, i el 16 de febrer el Regiment de Castilla núm. 16 va fer els honors d'ordenança al rei Alfons XII en Bergara. El regiment va finalitzar aquesta etapa amb el coronel Pascual del Carrer i Guibert com a cap. La guerra va acabar definitivament quan Carles de Borbó i Àustria-Este, autotitulado Carlos VII, va travessar la frontera cap a França amb els seus caps i oficials que, com a signe de protesta, van trencar les seves espases contra el sòl.

### Badajoz
Quan va acabar la guerra dinàstica, el Regiment Castilla núm. 16 estava acantonat a Vitòria, El 16 de juliol de 1876, festivitat de la Verge del Carmen i patrona del regiment, es van beneir i van lliurar als batallons les noves banderes adquirides. Des d'aquesta data fins a l'any 1883, el Castilla núm. 16 va desenvolupar tot tipus d'operacions d'organització i proveïment tant del propi regiment com dels altres regiments, companyies, etc. Una part dels seus caps i oficials va participar en diferents cursos i exercicis de perfeccionament de tècnica i tàctica militar, com l'exercici anomenat «Aigua, sorra i destral» que va tenir lloc en els camps d'Aranguir al costat d'altres regiments, també de cavalleria i artilleria. Així mateix, va efectuar altres missions que es van presentar de forma imprevista per desastres naturals que van afectar personal civil, al que van acudir en el seu auxili.
Entre altres missions que va dur a terme estava la de proporcionar un percentatge determinat dels seus efectius per a la Guerra dels Deu Anys, concretament el 20% d'ells. Va participar igualment en labors de suport i cooperació de la formació del cens de la població, que es va portar a efecte a la fi de 1877. Amb la nova reorganització de l'Exèrcit es van crear vint batallons nous i, amb la fusió dels batallons de reserva Sevilla núm. 3 i Màlaga núm. 23, es va constituir el Regiment d'Infanteria Covadonga núm. 41, que va tenir el seu primer aquarterament a Badajoz i el primer cap del qual va ser el coronel Pedro Ruiz Martínez.
A causa d'una sèrie de normes que van disgustar als militars, els republicans —al comandament de Manuel Ruiz Zorrilla- van crear una associació secreta trucada ARM (Associació Militar Republicana), que va captar a molts militars descontents. Concretament, a Badajoz es van sumar a aquest moviment les forces de cavalleria, artilleria i el Regiment d'Infanteria Covadonga núm. 41. Perquè aquest pronunciament hagués tingut possibilitats d'èxit, haurien d'haver-se sumat diverses guarnicions de tot el país, però en unes hores es van produir moviments de diferent signe i, quan el Regiment d'Infanteria Covadonga núm. 41 es va adonar que estava sol, ja era tarda. Més de 900 comandaments i soldats van fugir a Portugal, mentre el general Blanco, nomenat capità general d'Extremadura, es va fer amb la plaça sense vessament de sang. Va haver-hi un consell de guerra on es va condemnar als colpistes, alguns d'ells a pena de mort, si bé més tard els va ser commutada aquesta pena per la de presó en forts militars.
Quan estava el Castilla núm. 16 de guarnició a Leganés va arribar la Reial Ordre de 10 de desembre de 1883 per la qual es destinava al regiment a Badajoz. El Castilla núm. 16 va partir el 16 del mateix mes i va emprar sis dies per a l'organització completa del trasllat per ferrocarril. Les primeres forces van arribar a Badajoz l'endemà i van ocupar l'aquarterament de Sant Francisco el Gran, que estava buit per haver estat dissolt el Regiment Covadonga núm. 41 que ho ocupava. A partir del 17 de desembre de 1883, el Regiment d'Infanteria Castilla núm. 16 estaria lligat durant més de cent anys a la ciutat de Badajoz. Moltes generacions d'extremenys, i en particular de pacenses, es van formar en les seves files, ja que llavors els reclutes anaven destinats als regiments més propers.

### Campanya del 98
Amb la Constitució de 1812 la majoria dels convents i monestirs del país —inclosos els de Badajoz— es van convertir en casernes i les seves hortes en jardins o erms. La Revolució de 1868, sobrenomenada «La Gloriosa», va expulsar els pocs religiosos que quedaven a Badajoz. Per aquesta raó el convent de Sant Francisco, que va anar en primer lloc cementiri, després va passar a ser caserna, on van començar a estar aquarterades les tropes el 17 de desembre de 1883. A principis de 1884 la totalitat del regiment es trobava aquarterada en el ja citat antic convent franciscà i en la seva horta adjunta, al que es va dir caserna de Sant Francisco el Gran. L'horta va passar posteriorment a ser l'actual passeig de Sant Francisco, parc quadrangular amb un templet central per a concerts i música popular, centre de passeig i esbarjo de la joventut de la postguerra durant diversos decennis.

#### Tragèdia en el pont sobre el riu Alcudia
L'abril del 1884 es va produir un fet que va causar més baixes en el Castilla núm. 16 que en moltes de les batalles en les quals va participar. De tornada als seus llocs d'origen per haver-se llicenciat els veterans del reemplaçament de 1881, van iniciar el viatge de retorn el diumenge 27 d'abril per ferrocarril. En arribar al km 279 de la línia Madrid-Badajoz, a les 4:00 del matí, quan travessaven el pont metàl·lic de tres pilars sobre el riu Alcudia, aquest es va esfondrar, caient el tren al riu des d'uns 8 metres d'altura. En aquesta catàstrofe van morir cinquanta-dos militars. Els funerals i actes en honor dels difunts es van celebrar a Badajoz, als quals van assistir totes les autoritats, tant eclesiàstiques com a polítiques i militars i una gran quantitat de pacenses. També es van dur a terme iniciatives a l'efecte de recaptar fons per als familiars d'aquests soldats morts, la gran majoria d'escassos mitjans econòmics. La relació completa dels morts, així com la seva graduació i lloc de procedència, estan registrats exactament en els llibres d'actes del regiment.

#### Defunció d'Alfons XII i naixement d'Alfons XIII
El 25 de novembre de 1885 va morir de tuberculosi el rei Alfons XII i es va nomenar reina-regent a Maria Cristina d'Habsburg-Lorena, segona esposa d'Alfons XII, que estava embarassada i volia que el fill que esperava que fos un home per qüestions evidents de successió al tron. El 17 de maig de 1886, la reina regent María Cristina va donar a llum a un home que, en complir els setze anys, va ser nomenat rei amb el nom d'Alfons XIII. Tot això va ocórrer mentre el regiment desenvolupava les seves activitats amb destacament d'algunes companyies en Olivença, Mèrida i Càceres. El coronel cap del regiment, Leonardo Fernández Ruiz, que va començar de soldat, va arribar al grau de coronel després de 40 anys de servei en la carrera militar. L'ascens des de tinent coronel a coronel es va produir en la tercera guerra carlina, on va ser ferit i premiat amb l'esmentat ascens. Se li va concedir el retir a la fi de març de 1887. Sempre se li va recordar com el cap que manava el regiment quan aquest va arribar a Badajoz. Li van succeir successivament en el comandament els coronels Manuel Ortega i Sánchez-Muñoz, José Márquez Torres i Joaquín Gutiérrez Villuendas. El coronel Márquez va ser ascendit a aquest grau per rebutjar als insurrectes cantonals després d'un dur combat on va recollir un gran botí d'armament i municions. Va romandre disset anys en l'ocupació, fins que el 1890 va ascendir a general de brigada.

#### Visita dels Reis de Portugal i proclamació de la Patrona de la Infanteria Espanyola
El 1892 es va celebrar l'IV centenari del Descobriment d'Amèrica, esdeveniment que el regiment i la ciutat de Badajoz van celebrar amb gran solemnitat. El 7 de novembre d'aquest mateix any, el Ministre de la Guerra va ordenar que una companyia del regiment es desplacés a Valencia de Alcántara a fi de rendir honors als reis de Portugal que iniciaven la seva visita a Espanya. Va ser la 4.a Companyia de l'1.º Batalló qui va rebre l'encàrrec de realitzar aquesta comesa. Cal ressenyar que formava part d'aquesta companyia el tinent Francisco Neila Ciria, que anys més tard va rebre la Creu Llorejada de Sant Ferran per aguantar el cèrcol i defensa de Cascorro, localitat cubana, enfront de les forces insurrectes durant tretze dies, on també es va distingir pels seus actes de guerra el soldat Eloy Gonzalo. Poc temps després, el 12 de novembre de 1892, per Real Ordre que va publicar el Diari Oficial núm. 248, es va declarar com a patrona única de la Infanteria espanyola a la Immaculada Concepció.

#### Successos al Marroc
A causa de l'ascens del coronel Gutiérrez l'11 de març de 1893, va ser nomenat nou coronel Francisco Salinero Bellver. En aquest mateix any Espanya va voler dur a terme un dels protocols del Tractat de Wad-Ras, o de pau amb el Marroc, de 26 d'abril de 1860, pel qual se li cedia a Espanya una major zona en les proximitats de Melilla, i va iniciar una fortificació en les proximitats d'un cementiri amazic, cosa que no va agradar als nadius, que hostigaron als treballadors i la tropa que els defensava. Va haver-hi converses diplomàtiques entre els dos països per solucionar el conflicte, però fins que el Ministre de la Guerra no va enviar a 22 000 soldats a Melilla baix comandament del general Arsenio Martínez-Campos, els amazics no van cessar els atacs i van acceptar els nous límits. En els successos de Melilla va destacar un militar que adquiriria renom dècades després, el tinent Miguel Primo de Rivera, que va aconseguir aquest mateix any la Creu llorejada de San Fernando. A la fi de 1893 van ser llicenciats els reservistes del Castilla núm. 16, que van seguir de servei en el Regiment d'Infanteria Castilla núm. 16 a Badajoz.

#### Primer Centenari del Regiment i Guerra de Cuba

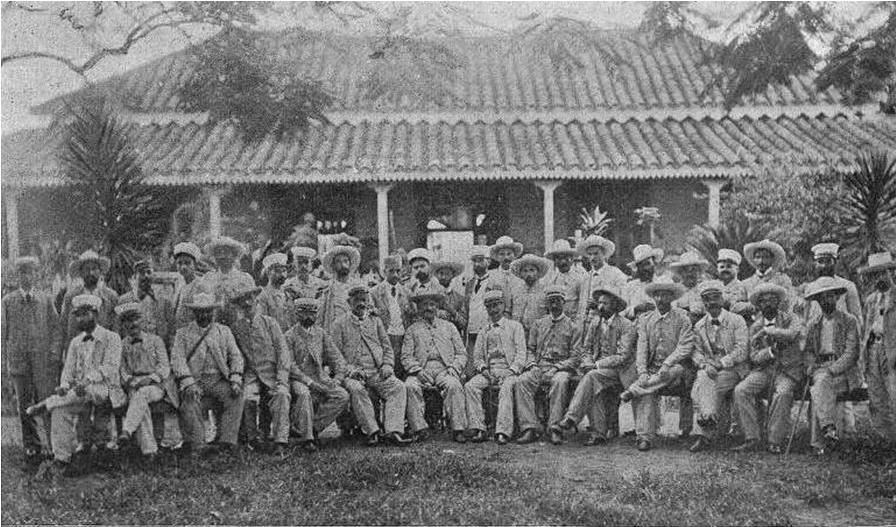
Caps i oficials del Castilla núm. 16 expedicionari a Cuba

Alfons XII d'Espanya va assistir a unes maniobres militars que van dur a terme entre el 19 i el 24 de febrer de 1894 el regiment i altres unitats militars en els denominats Altos de Galache, lloc probablement situat a la zona de Santa Engracia, on el rei va inaugurar una granja agrícola en una visita que va fer a Badajoz. El juliol de 1894 el Regiment d'Infanteria Castilla núm. 16 va complir el seu primer centenari. En ser ascendit a general de brigada el coronel cap del regiment, ho va substituir en el comandament el coronel Gabriel Gelabert Vallecillo.
Al febrer de 1895 el revolucionari cubà José Martí, al crit de «Visqui Cuba lliure!», va ordenar l'aixecament en la localitat de Baire, amb el qual va esclatar la Guerra d'Independència de Cuba. El Regiment Castilla núm. 16 va contribuir a la creació de les primeres unitats que tenien a Cuba per destinació. Els esdeveniments en les Antilles preocupaven molt a Espanya, i el 18 d'octubre de 1895 es va dictar una Real Ordre, publicada en el Diari Oficial núm. 232, per la qual la reina regent, en nom del rei, disposava que es destinessin a Cuba vint batallons en peus de guerra. El Castilla núm. 16 va organitzar un dels batallons expedicionarios, que va sortir de Badajoz amb destinació a Cadis el 23 de novembre per ferrocarril al comandament del coronel Gabriel Gelabert Vallecillo, i va embarcar en el vapor Ciutat de Cadis l'endemà. A Badajoz van quedar la resta de la plana major i el 2n batalló.

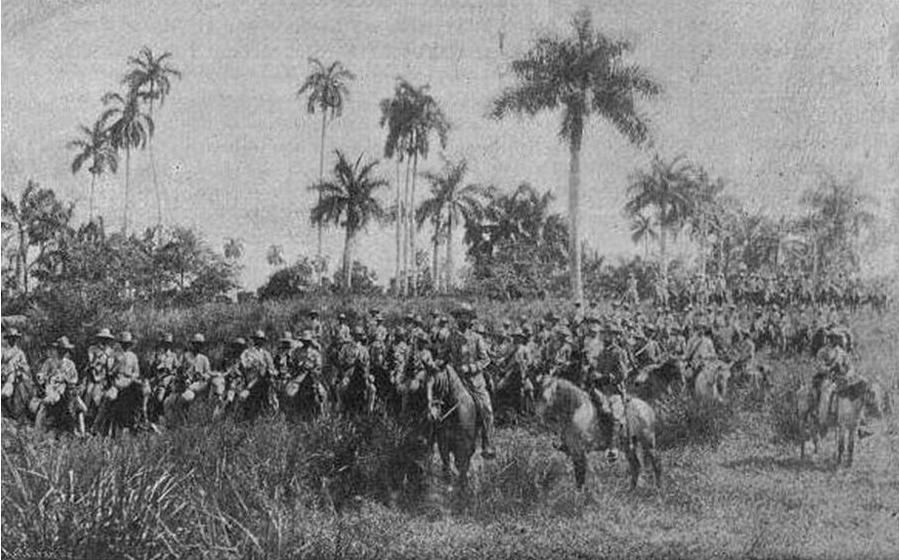
Tropes del Castilla núm. 16 expedicionario a Cuba.

Els insurrectes cubans, amb el suport decisiu dels Estats Units, havien declarat una guerra sense caserna i van afusellar a col·laboradors i simpatitzants d'Espanya i el seu exèrcit. El govern espanyol va enviar al general Martínez Campos, de tarannà dialogant i conciliador, encara que en veure la situació a l'illa va demanar el relleu i va recomanar al general mallorquí Valeriano Weyler, al que considerava més idoni per a aquest tipus de guerra.
El batalló expedicionari del Castilla núm. 16 va passar tres dies d'aclimatació i després es va traslladar per ferrocarril fins a Cienfuegos i Santa Clara. La primera trobada amb els revolucionaris es va produir el 14 de gener de 1896. El 7 d'abril un destacament de soldats del Castilla núm. 16, després d'haver sofert un cèrcol de divuit dies, va rebutjar a les forces del capitost insurrecte Antonio Maceo, per la qual cosa el general Weyler els va premiar per la seva valentia. Els enfrontaments amb els insurrectes van ser constants en les llomes de Sant Bartolo, la lloma de Toro, Cella de Ferradura, Guadalcanal, Consolació del Sud i Llomes de Descans. En aquest últim va resultar ferit en el fèmur de la cuixa dreta el coronel Gelabert, que va ser ascendit a general de brigada i es va retirar a Valencia de Alcántara, on va morir a conseqüència de les ferides de guerra.

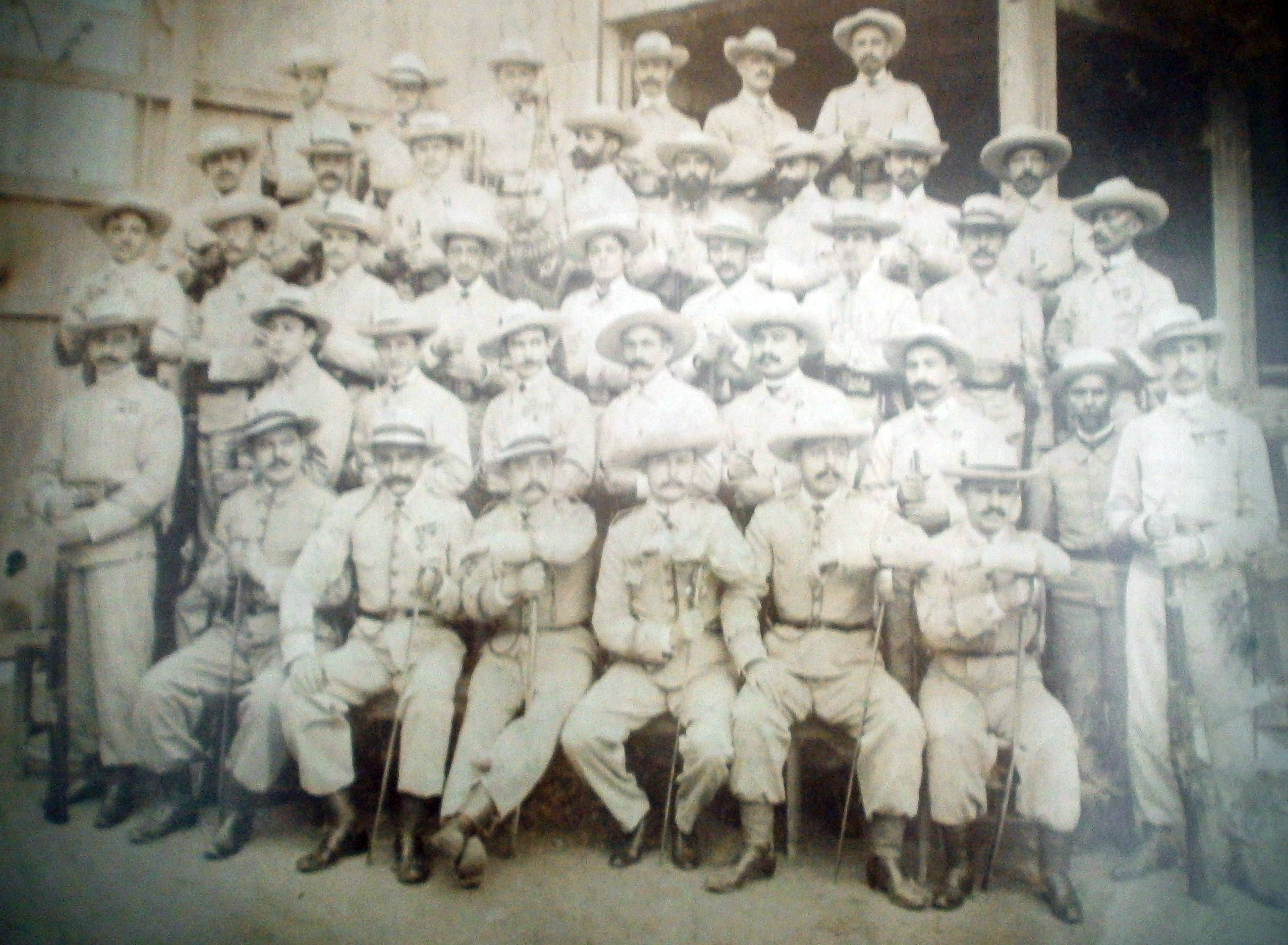
Guerra dels deu anys a Cuba. En segona fila, dempeus, la cambra per l'esquerra, Bernardino Rovira, pare del primer cap del RIMZ Castilla núm. 16.

El 10 de febrer de 1896 va desembarcar el general Weyler per fer-se càrrec de la Capitania General i va publicar immediatament diversos bàndols i normes per a la reorganització de l'exèrcit. Al costat del Batalló de la Reina, el Castilla núm. 16, amb cavalleria i algunes peces d'artilleria, van formar una columna al comandament del coronel Cándido Hernández de Velasco, de gran experiència en combats a Cuba, i van marxar cap a Pineda del Riu. Van dispersar als independentistes en Rierol de Sant Felipe, Rosario i Charnuzo el 27 de juliol, i l'endemà passat van derrotar a la partida de Perico Belén, van destruir diversos campaments del bàndol contrari i es van ensenyorir de gran quantitat d'armes i animals, fet que va esmentar el general Weyler en els seus escrits. Del 6 a l'11 d'agost de 1896 el regiment va sorprendre als insurrectes acampats en Creus i Rivera, i va mantenir combats amb les partides de Pallasso, Perico Belén i Rodolfo en Acrimonias, Punta de Palmells i Caobilla. Pocs dies més tard els van trobar creuant el riu Isabela. El 27 de setembre del mateix any va tenir lloc un dels combats més durs d'aquesta campanya, el de les Tombes de Toriño, per la qual cosa el general Weyler va enviar un telegrama al Ministre de l'Exèrcit on va posar de manifest la «intrepidez i bizarría» d'aquestes tropes.
El 9 d'octubre de 1896 va ser una de les dates més recordades pel Castilla núm. 16: estant assetjada la columna del general Adolfo Jiménez Castellanos per 5.000 mambises dels líders insurrectes Màxim Gómez i Calixto García, el soldat Eloy Gonzalo es va llançar contra ells amb una llauna de gasolina lligada al seu cos, acció que va permetre alliberar els seus companys assetjats i per la qual se li va concedir la Creu Laureada de Sant Fernando. També és digna de ressenyar la gesta que va protagonitzar el capità Neila: quan estava assetjat, i davant els constants missatges de propostes de rendició que els manaven els insurrectes, est va reiterar en nom de les seves forces i d'ell mateix que «totes les meves forces estan disposades a defensar-se i a morir, abans que lliurar les seves armes i faltar al seu honor militar».

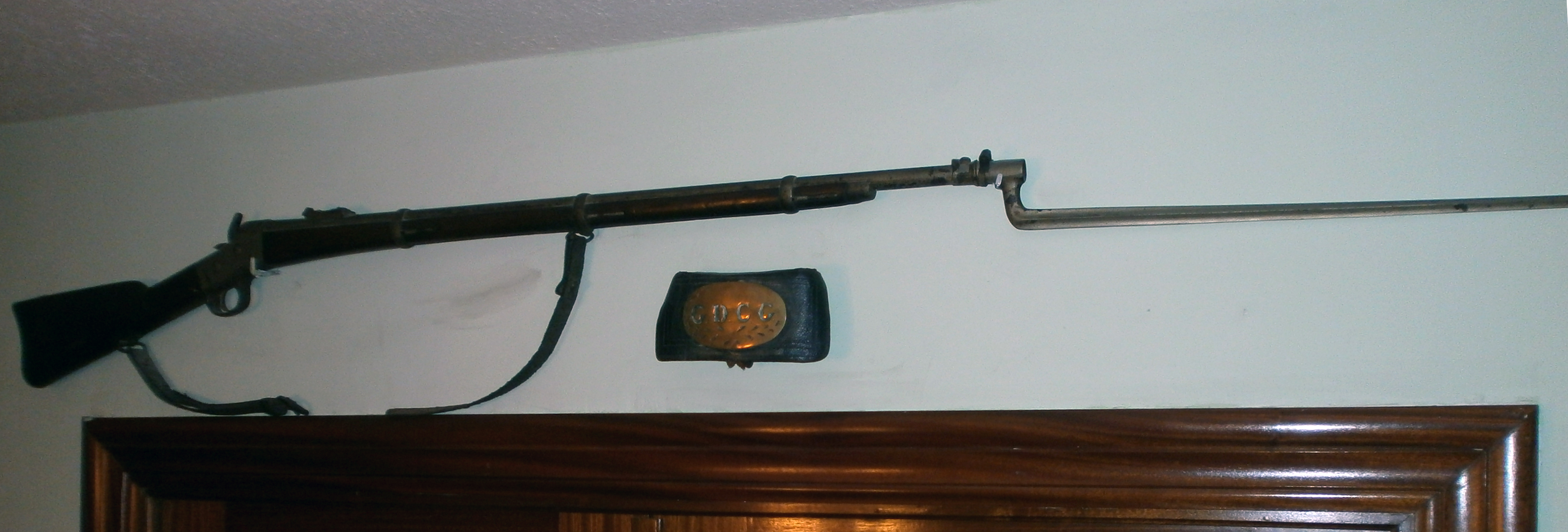
Fusell Remington de la guerra de Cuba de 1868 a 1878 de Bernardino Rovira, amb baioneta i cartuchera.

A causa de l'ascens del coronel Hernández de Velasco, el tinent coronel Fort es va fer càrrec del batalló expedicionario del Castilla núm. 16. El seu recorregut per tota l'illa va ser amplísimo, va ascendir a coronel de les mateixes forces i es va guanyar de tal manera la confiança del general Weyler que ell mateix va voler prendre el comandament del Batalló del Castilla núm. 16. El coronel Fort va marxar a la península per guarir-se d'una malaltia que patia i va romandre a Badajoz com a coronel cap del regiment. En aquestes dates va succeir el tan debatut esdeveniment de l'explosió i enfonsament del cuirassat nord-americà USS Maine, que havia recalat en el port de l'Havana el 25 de gener de 1898 i tres setmanes més tard va explotar, causant la mort a dos-cents seixanta-sis mariners nord-americans. Estats Units va culpar a Espanya d'aquesta acció i li va declarar la guerra. Derrotada militarment Espanya per l'exèrcit nord-americà, el 10 de desembre de 1898 es va signar el Tractat de París, pel qual Espanya reconeixia la pèrdua de les seves últimes colònies d'ultramar. El 21 del mateix mes va ser repatriat el Batalló Expedicionari del Castilla núm. 16 i va arribar a Cadis el 6 de gener de 1899. L'1 de maig del mateix any, el general Adolfo Jiménez Castellanos va arriar per última vegada la bandera espanyola del Castell dels Tres Reis del Morro a l'Havana.

### Accions a principis del segle XX
L'any 1900 el Castilla núm. 16 va realitzar treballs de tipus humanitari, com evitar el contagi a Espanya de la pesta bubónica que s'havia declarat a Portugal, i impedir el pas de persones i animals al llarg de la frontera lusità-extremenya. Van continuar amb el desplaçament d'una companyia a Càceres, Trujillo, Almoharín i Hornachos, llocs en els quals van ajudar els agricultors a erradicar una plaga de llagostes. Posteriorment es van dirigir cap als pobles d'Alcántara, Aliseda, Villar del Rei i Arroyomolinos, i van tornar a Badajoz a la fi del mes de juliol de 1900. Tot això es va compaginar amb la instrucció corresponent.

#### Noves banderes

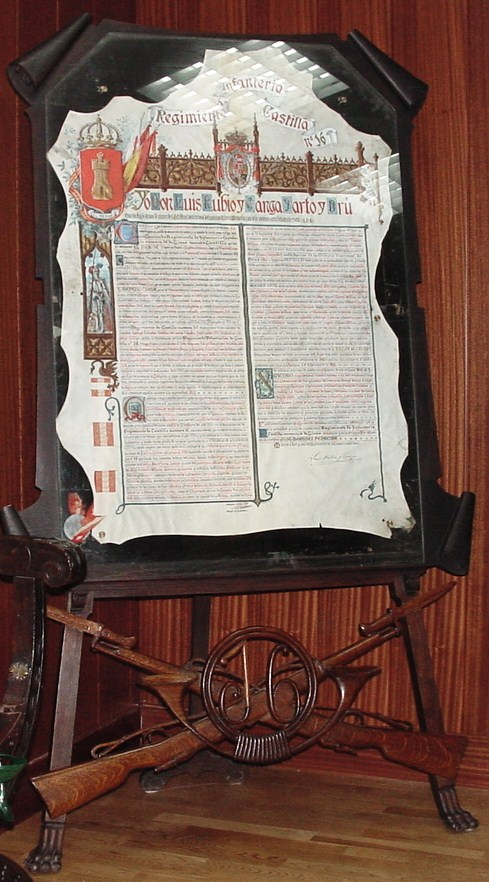
Pergamí executori del regiment.

El 7 de maig de 1902 va tenir lloc la benedicció de les noves banderes i es van donar de baixa les dues velles ensenyes utilitzades en les campanyes de Cuba, que es van dipositar en el Museu de l'Arma d'Infanteria. El coronel Domingo Recio i el tinent coronel Vicente Ambel van ser els comandaments als quals se'ls van lliurar les banderes. En el Pergamí executori del Regiment, que es guarda a la sala d'ensenyes i banderes del RIMZ Castilla núm. 16 situat en Bótoa —propera a Badajoz—, i que està datat l'any 1912, definia com havia de ser l'escut del regiment: «...l'Escut d'Armes és el compost per una caserna d'aquesta forma: en fons de gules, un castell daurat amb torre d'homenatge i sumat de Real Corona...». El pergamí està encapçalat per «Don Luis Rubio i Canga Yarto i Brú», que és qui ho va redactar i va manar que s'executés.

#### Esdeveniments reals
Per solemnitzar la coronació del rei Alfons XIII, el Castilla núm. 16, juntament amb els regiments Gravelinas i Cavalleria Villarrobledo, va participar en una gran parada militar prop dels glacis annexos a Porta del Pilar. El 24 d'abril de 1905 es va publicar una Real Ordre que encomanava al regiment cobrir els carrers en la visita que el rei Alfons XIII va realitzar a Badajoz l'endemà. Els seus components van cobrir des del carrer Menacho fins a la Catedral, i després van desfilar en honor del monarca. El 9 de març de 1906 es va publicar en el Diari Oficial núm. 54 un Reial decret pel qual s'afavoria a aquest regiment amb el nomenament de Coronel Honorari al rei de Portugal Carles I de Bragança, i que diu així:
El 15 de març va marxar una companyia del regiment a l'estació de ferrocarril de València d'Alcántara per tributar honors al pas dels reis de Portugal. L'11 de març de 1907 va prendre el comandament del regiment el coronel Vicente Ambel Cárdenas per ascens del seu antecessor. A principis de l'any 1909 es va nomenar Coronel Honorari del regiment al rei de Portugal Manuel II de Bragança en substitució de l'anterior, el rei Carlos I, que havia estat assassinat onze mesos abans. A mitjan febrer va tornar a passar per Badajoz el rei Alfons XIII de tornada d'una visita a Portugal en la qual es va entrevistar amb el nou rei portuguès en la localitat de Villaviciosa, trobada al que va acudir una part del regiment per rendir honors als monarques.

#### Activitat fins a l'inici de la guerra del Marroc
Per tributar honors a les restes del tinent Jacinto Ruiz y Mendoza pel seu trasllat a Madrid, una companyia del regiment va marxar a Trujillo el 10 de març de 1909, i va retornar pocs dies després. Es conserva en una petita urna un grapat de la terra que va cobrir el seu taüt que, al seu torn, està a l'interior d'una altra de cristall i fusta, que està dipositada a la Sala d'Estendards del RIMZ Castilla núm. 16. El tinent Ruiz va ser un heroi en la guerra contra els francesos, i les seves restes estan al costat dels dels capitans artilleros Daoíz i Velarde.
A mitjan 1909 s'havien aguditzat els problemes existents amb les cabilas properes a les possessions espanyoles al nord d'Àfrica, ja que no reconeixien l'autoritat espanyola i consideraven aquestes terres com a seves. En aquests enfrontaments va morir el cap Luis Noval Ferrao, al qual se li va concedir la Laureada de Sant Fernando a títol pòstum. A la fi d'any es va pacificar la zona pagant un alt preu: 3000 soldats morts.
Un batalló al comandament del tinent coronel Neila es va desplaçar a Madrid per cobrir una part de la carrera que el 1912 va fer el rei de Portugal Manuel II en la seva visita a la capital d'Espanya, així com acudir el 12 de novembre a l'Estació de Delícies per tributar honors de comiat al monarca lusitano. El regiment va finalitzar l'any de guarnició a Badajoz, encara que el 1912 els seus regiments Sant Fernando i Savoia van marxar com a voluntaris a Melilla. El 9 de març d'aquest mateix any es va fer càrrec del regiment el coronel José Martínez Pedreira. A fi d'assistir al centenari de les Corts de Cadis, una Real Ordre va indicar que haurien d'assistir tots els cossos que tinguessin en les seves banderes i estendards la Corbata de Sant Fernando, per la qual cosa el Castilla núm. 16 va enviar una representació amb el tinent coronel Neila al comandament.
El regiment va acabar l'any aquarterat a Badajoz, i va començar l'any 1914 amb part del regiment a Càceres, on el 20 de gener va prendre el comandament el nou coronel Manuel Elías Prats. A principis de juliol va visitar Badajoz el Servei d'Aeroestación Militar per fer pràctiques, i va ser rebut per una representació del regiment. Aquest servei va aprofitar l'estada per prendre les primeres fotos aèries de Badajoz, de magnífica qualitat, on es veia perfectament la caserna del Castilla núm. 16.

### Guerra del Marroc
Des de 1915 a 1918 no va haver-hi successos dignes de ressenyar, excepte la visita que va realitzar a Badajoz la infanta d'Espanya i princesa d'Astúries Isabel de Borbó, germana d'Alfons XIII i coneguda popularment com «La camusa». El Regiment d'Infanteria Castilla núm. 16 li va rendir els honors d'ordenança mitjançant una companyia, bandera, banda i música. El 10 de setembre de 1918 es va fer càrrec del comandament de la unitat, per ascens del seu predecessor, el coronel Francisco Insulsa Arbelo. No es conserven historials d'operacions i vicissituds d'ordre intern des de 1920 fins a 1931, però sí que se sap que a l'octubre de 1920 el coronel Insulsa va ser destinat a un altre regiment i li va substituir el coronel Luis Navarro i Alonso de Parany. Mentrestant, van continuar existint al nord d'Àfrica zones veritablement inexpugnables dins del Protectorat espanyol al Marroc, en una zona que comprenia des del riu Muluia, a l'est de Melilla —l'antiga Rusadir— passant per la costa mediterrània i les muntanyes del Rif, fins a la ciutat de Larraix, en l'Atlàntic.

#### El Desastre de Annual
Es va nomenar al general Dámaso Berenguer com a Alt Comissionat, el qual va fer un pla perquè fos efectiu el domini espanyol a la zona sota la seva influència. El general Berenguer va aconseguir els seus objectius, i va conquistar la «ciutat santa» de Chauen el 1920. Mesos més tard, el general Manuel Fernández Silvestre va iniciar un avanç per trobar-se amb les tropes del general Berenguer, però no va prendre les degudes precaucions de deixar ben coberta la rereguarda, descuit que van aprofitar per atacar els rifeños. A això es va sumar que les cabilas de Abd el Krim i algunes altres es van aixecar en armes, que van desertar les tropes indígenes i que tots ells coneixien millor el terreny que les tropes espanyoles, a les quals hostigaron i van aïllar en Annual. Allí, a partir del 22 de juliol de 1921, es va produir una de les majors derrotes militars de la història d'Espanya, coneguda com el desastre de Annual.

#### Arribada del Batalló expedicionario del Regiment Castilla núm. 16 a Àfrica
Immediatament es va decretar l'enviament de tropes des de la península, entre ells el primer batalló del Regiment d'Infanteria Castilla núm. 16, que va embarcar en el vapor Atlante i va arribar a la zona d'operacions el 25 de juliol de 1921, dia de Santiago Apòstol, al comandament del tinent coronel Baldomero Álvarez Agut. Poc després el batalló expedicionario del Gravelinas va marxar cap a Melilla. El 4 d'agost, el capità general de la 1a Regió Militar, Miguel Primo de Rivera, va enviar una proclama a totes les unitats perquè la publiquessin en el Butlletí d'Ordres de cadascuna d'elles. En aquesta proclama lamentava la gravetat dels successos esdevinguts i la retirada «desordenada i paorosa». Per això, arengó a totes les unitats amb l'esperança que tals situacions no es tornessin a repetir.
Malgrat les reticències del Govern Central i dels polítics de torn, van seguir arribant forces a Melilla, però en nombre insuficient i sense experiència en combat. Solament els legionaris de Millán-Astray, procedents de Ceuta, havien combatut abans. L'agost va morir el primer militar del Batalló expedicionari del Castilla núm. 16, el cap de la 1a. companyia Juan Montes, i el mes següent va caure el soldat José Cano García. Van ser les primeres baixes que va sofrir el Castilla núm. 16 en aquesta guerra. Pel 10 d'octubre es va preparar la presa de la muntanya Gurugú, i el batalló del Castilla núm. 16 va formar, amb altres unitats, una columna al comandament del coronel Riquelme. El Castilla núm. 16 va sobresortir en els combats de Casabona i Nador. L'exèrcit espanyol va prendre aquesta important plaça i les forces espanyoles van seguir la seva penetració fins als estratègics rius Muluia i Kert, el primer per formar frontera amb el protectorat francès i el segon perquè permetia avançar cap a l'oest. Abans d'això, calia conquistar la muntanya Arruit, on es trobaven gran quantitat de presoners espanyols. Abd el-Krim demanava quatre milions de pessetes per alliberar-los, però els militars espanyols pensaven que amb aquests diners podria rearmar a les seves forces amb més mitjans de combat, la qual cosa dificultaria encara més el seu alliberament. El general Berenguer i els anomenats africanistas estaven decidits al fet que l'alliberament dels soldats espanyols havia de dur-se a terme per la força. La muntanya Arruit es va prendre sense majors contratemps, la qual cosa va donar la raó als africanistas.

#### Retorn del Batalló expedicionario del Regiment Castilla núm. 16 a Badajoz
A conseqüència de l'èxit en l'avanç de les tropes espanyoles, l'Alt Comissionat va decidir repatriar diverses unitats, un batalló per cada plaça que els va proporcionar. Així doncs, el batalló expedicionario del Regiment Castilla núm. 16 va ser un dels que van tornar el 1922, però no el Gravelinas núm. 41, que va romandre a la zona fins a octubre. Al maig d'aquest mateix any es va fer càrrec del regiment el coronel Juan Urbà Palma, veterà de la guerra de Cuba. El 13 de desembre de 1923 va prendre el poder el general Primo de Rivera i, a Badajoz, el Regiment Castilla núm. 16, davant les dades confuses que es tenien, va quedar a l'espera d'ordres concretes. En el Memorial del Regiment consta que el segon batalló va marxar d'expedicionari a Ceuta l'any 1924 i va aixecar el setge de Solano, va marxar sobre riu Martín i des d'allí a Tetuán i Zinal. Precisament va ser en aquests llocs on el batalló va aconseguir els objectius marcats, la qual cosa li va valer la felicitació del general Primo de Rivera.
A Badajoz, el 15 de novembre de 1924, va prendre possessió del comandament del regiment el coronel Pedro Calderón Delgado. A la fi d'aquest mateix any el músic major Bonifacio Gil i el capità José Castillo van compondre la música i la lletra de l'«Himne del Castilla», que encara es canta amb freqüència al pati d'armes de la unitat. El músic Bonifacio Gil va començar la seva vida militar de tambor en el regiment La Lleialtat a Burgos, va passar al Regiment Zamora a Ferrol com a músic de primera i va arribar a aconseguir el grau de comandant director de música. El 1925 va tornar a Badajoz el batalló expedicionario d'Àfrica i va quedar solament una companyia a la zona d'operacions nord-africana. La guerra anava donant passos decisius cap a la seva fi i, al juliol de 1925, es va signar un tractat de cooperació entre França i Espanya que va facilitar, mitjançant suport naval francès, el desembarcament d'Espígols, decisiu per accelerar la fi de la guerra. En la guarnició de Badajoz el regiment va seguir amb la instrucció dels soldats i va assistir a quants actes requerien la seva presència. El 15 de setembre de 1925 va prendre el comandament el coronel Federico Fernández Sánchez Car, que ja coneixia la plaça militar de Badajoz.

#### Trasllat a la Caserna General Menacho
El 29 de novembre de 1925 es va rebre l'ordre de traslladar el Regiment Gravelinas núm. 41 a la nova caserna General Menacho, que en aquells moments era la primera caserna extramurs de Badajoz i que estava situat en l'angle que formaven les carreteres d'Olivenza i Valverde de Leganés i proper als glacis de Porta del Pilar. En aquest lloc es va edificar molt posteriorment, després del trasllat a la nova caserna de Sancha Brava, la Residència militar Gravelinas. Sis anys més tard, el 1931, va ser el Regiment d'Infanteria Castilla núm. 16 qui va ocupar la citada caserna. El regiment explicava en aquests moments amb tres batallons, els dos primers tenien tres companyies de fusells i una de metralladores, mentre que el tercer estava dotat amb quatre batallons de fusells. El regiment estava enquadrat en la Segona Divisió, Primera Brigada d'Infanteria, manada pel general Manuel Burguete Llana.

### Guerra Civil Espanyola
El període de conflictes militars, socials i polítics que es van desenvolupar a Espanya entre el 18 de juliol de 1936, data en la qual es van revoltar una sèrie de militars amb les seves tropes contra el govern republicà, i l'1 d'abril de 1939, en la qual el general Francisco Franco va declarar la seva victòria, és l'anomenat període de la Guerra Civil Espanyola i que va afectar, com a la resta de les forces armades, al Regiment d'Infanteria Castilla núm. 16.

#### Anys precedents: de 1930 a 1936
L'any 1930 encara es trobava el regiment Castilla núm. 16 en la caserna de San Francisco el Grande a Badajoz, on ja es començaven a instal·lar serveis i dependències que milloraven el benestar dels soldats. Continuava la instrucció tàctica en els glacis que existien enfront de la Porta del Pilar i en la Canyada de Sancha Brava, a 4 km de Badajoz, que tenia l'avantatge de posseir condicions idònies per als exercicis de tir. En el pla polític es va nomenar uns mesos més tard a Dámaso Berenguer, antic Alt Comissari Español al Marroc, cap del nou Govern després de la caiguda del de Miguel Primo de Rivera. Poc després de celebrar la festa de la patrona, la Inmaculada Concepción, entre el 12 i 15 de desembre de 1930, es van produir dos pronunciaments de signe republicà, un a Jaca i un altre a la base aèria madrilenya de Quatre Vents. Tots dos van fracassar, però van tenir les seves repercussions en el Castilla núm. 16, ja que el governador militar de Badajoz, el general Alfredo Coronel Cobria, va complir les ordres que li van donar des de la Capitania General de la I Regió Militar i va declarar l'estat de guerra, per la qual cosa una secció del Castilla núm. 16 va acudir a l'edifici del Govern Militar per llegir públicament el bàndol rebut. El 1931 el rei Alfons XIII va decidir exiliar-se per evitar confrontacions entre els espanyols, la qual cosa va facilitar la proclamació de la Segona República Espanyola el 14 d'abril d'aquest mateix any.
Uns dies més tard es va presentar el nou coronel Joaquín Guerra Zagala, que va substituir a l'anterior per la seva jubilació, Federico Fernández Sánchez-Car, que havia estat en la Guerra de Cuba, on va ser ferit i se li va concedir la Medalla de Sofriments per la Pàtria. El nou coronel era un veterà de la campanya del 98 i de la Guerra del Marroc. Va estar al comandament del regiment per Ordre del 26 de maig de 1931, però durant poc temps, a causa de la reestructuració de l'Exèrcit que va dur a terme en aquestes dates el Govern de la Segona República Espanyola. El 1931, el regiment Castilla núm. 16 va continuar amb els serveis del destacament en el penal d'Ocaña, en el polvorí de Sant Gabriel i en el Fort de Sant Cristóbal, aquests dos últims a Badajoz.
Per ordre del Govern del 26 de maig, publicada en el Diari Oficial núm. 115, es van fusionar els regiments Castilla núm. 16 amb el Gravelinas núm. 41 en un que es va denominar Regiment d'Infanteria de Línia núm. 16. Es va organitzar en dos batallons i va ser designat com a primer cap al coronel Adolfo Roca Lafuente. El nou ministre de la Guerra, Manuel Azaña, va emprendre una sèrie de reformes per modernitzar l'estructura de l'Exèrcit amb la creació d'una nova escala de suboficials i l'intent de millorar les condicions de vida en les casernes. Els canvis també van afectar la cúpula militar, ja que va desaparèixer el Consell Suprem de Justícia Militar, es va clausurar l'Acadèmia General Militar de Saragossa i es van suprimir els graus de capitans generals i tinents generals.
El 31 de desembre de 1931 es va declarar una vaga general, i durant una manifestació al poble de Castilblanco els manifestants lincharon a quatre guàrdies civils. El regiment va haver d'intervenir per sufocar la vaga des del 29 de desembre fins al 6 de gener de 1932. D'altra banda, es va celebrar en el seu propi aquarterament el consell de guerra contra els manifestants que van causar els successos esdevinguts en aquest poble. Durant els següents mesos de 1932, el Regiment d'Infanteria de Línia núm. 16 seguia present en el penal d'Ocaña i amb una companyia a la ciutat de Huelva. Al coronel Roca li va substituir el coronel José Cantero Ortega, que va ser nomenat per a aquest càrrec en el Decret Oficial núm. 49 amb data de 24 de març de 1932, el qual havia passat gairebé tota la seva vida militar al nord d'Àfrica, on se li va condecorar per les seves actuacions.
El Regiment d'Infanteria de Línia núm. 16 va començar l'any 1933 de guarnició en la caserna de Menacho a Badajoz, amb l'absència del destacament que recolzava la seguretat del penal d'Ocaña. Durant l'any 1934 el regiment va seguir a Badajoz amb efectius destacats en el penal toledà, en el Fort de Sant Cristóbal i en el polvorí de Sant Gabriel. L'any següent, 1935, el regiment va tornar a prendre el seu àlies de «Castilla» mitjançant un decret de 25 de juny que va ser publicat en el Diari Oficial núm. 145, la qual cosa significava recuperar el seu nom tradicional i el seu símbol d'identitat històric.

#### Any 1936
El gener de 1936 es va dissoldre el Parlament i el Govern va convocar unes eleccions que es van celebrar al febrer i que van ser guanyades pel Front Popular —coalició de partits republicans i d'esquerres—, després del que es va encarregar a Manuel Azaña formar govern. Mentrestant, el regiment Castilla núm. 3 —així es denominava segons Decret Oficial núm. 25 del 23 d'abril— continuava de guarnició en la seva caserna amb aparent normalitat. El 10 de maig va ser triat Manuel Azaña com a president de la República, però a partir de llavors es van produir una sèrie de successos que van alterar el futur d'Espanya: l'assassinat del tinent José del Castillo dels guàrdies d'assalt comès el 12 de juliol i el de José Calvo Sotelo, exministre d'Hisenda del general Primo de Rivera, l'endemà. El general Franco, capità general de Canàries, va iniciar la revolta al Marroc, on va arribar per via aèria, concretament a Tetuan, Marroc el 19 de juliol. A la revolta es van adherir, entre altres regions, Galícia, Càceres, Sevilla i Galícia, però no ho van fer a Madrid ni a Barcelona. El general Sanjurjo, que en aquells moments era el líder dels revoltats, va morir l'endemà quan el seu avió, en desenganxar de Lisboa amb direcció a Sevilla, es va estavellar.
El 21 de juliol van partir per a Madrid dues companyies del llavors denominat regiment Castilla núm. 3, la 3a. i la 4a., al comandament del comandant José Ruiz Farrona, per reforçar la capital de la República i combatre en la serra de Guadarrama, concretament en l'Alt dels Lleons. A primers d'agost van marxar els revoltats amb direcció a Madrid i, en comptes de fer-ho per Còrdova, van decidir fer-ho per Extremadura, ja que la resistència republicana a la ciutat andalusa era molt forta. Es van lliurar diversos combats en els quals va prendre parteix el Regiment d'Infanteria Castilla núm. 3, que defensava la zona republicana, però van caure localitats com Almendralejo, Mèrida i Villafranca dels Fangs en poder de les forces que manava el llavors tinent coronel Juan Yagüe.

##### Defensa i presa de Badajoz
Com era molt arriscat per a les tropes franquistes seguir cap a Madrid deixant Badajoz en la seva rereguarda, ja que en aquesta ciutat hi havia 500 soldats del Castilla núm. 3 i uns 3000 milicians armats per ordre del coronel Ildefons Puigdengolas, van decidir marxar cap a Mèrida i Badajoz, al comandament del tinent coronel Yagüe. Aquesta columna estava formada per una bandera de la Legió, un tabor marroquí i els serveis de sapadors, sanitat i intendència, forces que sumaven un total de 4500 homes.
Per prendre Badajoz, les tropes revoltades van instal·lar tres bateries d'artilleria sobre Turó Gros —un altell que domina en la distància a Badajoz— al comandament del capità Luis Alarcón de la Llastra. El dijous 13 d'agost, a les tres de la tarda, es va donar l'ordre d'atac. La defensa, que estava en mans de milicians, se centrava sobre la caserna de Menacho i la Porta de la Trinitat. Badajoz estava aïllada tant per tren com per carretera i ni tan sols podia rebre ajuda per aire, perquè els avions del tinent coronel Yagüe desenganxaven d'un aeròdrom proper a la ciutat portuguesa d'Elvas. Yagüe pretenia envoltar Badajoz i, amb aquesta finalitat, va enviar al comandant Castejón cap a la Caserna de Menacho i al tinent coronel Carlos Asensio a la Porta de la Trinitat. Castejón va aconseguir entrar en la caserna, que estava defensat pel Castilla núm. 16, mentre que els legionaris d'Asensio van prendre la Porta de la Trinitat a baioneta calada. Molt més dur va ser el combat en la Porta del Pilar, ja que de la companyia que la va prendre per assalt solament van sobreviure el capità, un cap i catorze soldats, però al final les tropes de Castejón van poder entrar per aquest lloc. Va començar llavors una cruenta repressió, afusellant a tots els que van empunyar una arma contra les tropes revoltades. A partir de la presa de Badajoz per les forces franquistes, el tinent coronel Fernando Acosta Roldán va reorganitzar el regiment —ja sota les ordres de Franco— i a partir del 19 d'agost va tenir com a cap al comandant Eduardo Cañizares Navarro.

##### Creació i accions dels nous batallons
- I Batalló: es va crear el 17 d'agost sota el comandament del comandant Fernando Ramos i Díaz de Vila i, sis dies més tard, va ocupar els pobles de Alconchel i Villanueva del Freixe, a la província de Badajoz. El 15 de desembre es va traslladar a Peñarroya-Pueblonuevo a la província de Còrdova, on va acabar l'any.
- II Batalló: es va crear el mateix 17 d'agost i el seu cap va ser el comandant José Álvarez Rodríguez. Va intervenir el 31 d'agost en la defensa de Llerena, que era atacada per les tropes republicanes. A continuació va ocupar els pobles de Alconera i Azuaga. Al setembre va ser enviat a Villagonzalo i Oliva de Mèrida i va acabar l'any entre els pobles pacenses de Valdetorres i Villagonzalo.
- III Batalló: es va crear l'1 de setembre al comandament del comandant Ildefons Medina Mogollón i va quedar de guarnició a Badajoz fins a desembre, quan va ser enviat al poble de Salvaleón i, posteriorment, se li va encarregar la presa de la serra de Monsalud, acció que es va materialitzar el 27 de desembre.
- IV Batalló: es va començar a organitzar el 6 de setembre, al comandament del comandant Bartolomé Guerrero, i va marxar l'endemà a Mèrida; sis dies més tard va ocupar els pobles d'Alange, Esbarzer de Alange i Villagonzalo. A la fi de setembre va prendre Guareña, tots ells de la província de Badajoz. Va finalitzar l'any de guarnició a Mèrida.
- V Batalló: es va començar a organitzar a primers d'octubre i va marxar seguidament a Campillo de la Serena i va entaular combat amb l'enemic en les proximitats del Mas de Tamburrero. A la fi d'any va ser destinat a Santa Amalia i Oliva de Mèrida, on va acabar l'any.
- VI Batalló: es va organitzar a primers de novembre i el dia 3 del mateix mes va sortir de servei a Villafranca dels Fangs i als pobles de Campillo de Llerena i Retamal de Llerena, on va finalitzar l'any.
- VII Batalló: es va organitzar en el mes de desembre i va quedar de servei a Badajoz fins al 23 de desembre, quan va ser traslladat als pobles d'Alburquerque i Sant Vicent d'Alcántara fins a finalitzar l'any.
- VIII Batalló: es va crear el 31 de desembre i va quedar de guarnició a Badajoz cabdal.

El regiment va acabar l'any amb vuit batallons i, l'any següent, el 1937, es va ampliar el seu nombre a vint.

#### Any 1937
L'exèrcit republicà va crear a partir de maig el VII Cos d'Exèrcit al comandament del tinent coronel Ruiz Farrona i va establir la seva base d'operacions al capdavant del Bou. Per part de l'exèrcit franquista, la Divisió de Badajoz va passar a ser la Divisió 21, composta per dues brigades. La primera tenia en les seves files, a més d'altres unitats, als batallons III, IV, V, VIII i IX del «Castilla» i estava manada pel tinent coronel Luis Oliver. La segona brigada, sota el comandament del tinent coronel Alfonso Gómez Cobián, també va tenir en les seves files batallons del «Castilla»: concretament els batallons II, VI, IX i X. Des de l'any 1936 no es registraven majors concentracions de forces de tots dos bàndols a Extremadura. La fi principal de l'exèrcit franquista era voltar la zona de Mèrida, on s'havien agrupat gran quantitat de tropes republicanes, a manera de «borsa», perquè no tinguessin possibilitats d'aprovisionament des de l'exterior. L'operació va començar el 20 de juliol i el 24 del mateix mes es van unir les dues brigades franquistes, que la van donar per finalitzada, encara que en dies successius van procedir a conquistar els pobles més importants de la zona.
La resta de l'any ho van passar els diferents batallons del «Castilla» en combat per la pràctica totalitat de la península, però ja com a batallons independents, units a diversos cossos d'exèrcit i unitats. L'operació més destacable va ser la duta a terme del 16 al 19 de març per l'III Batalló del «Castilla» al comandament del tinent coronel Álvarez Rementería en la localitat cordovesa de Villanueva del Duc, per la qual cosa se li va concedir al batalló la Medalla Militar Col·lectiva i la Medalla Militar Individual per al cap d'aquestes tropes, comandant Ildefons Medina Mogollón. Aquesta condecoració es va cedir al Regiment d'Infanteria Castilla núm. 16 i es va dipositar a la seva Sala d'Estendards.

#### Any 1938
Les accions bèl·liques de l'I al XIV Batalló es van desenvolupar per tota Extremadura, tant a la província de Càceres com en la de Badajoz. A l'IX Batalló se li va concedir la Medalla Militar Col·lectiva per les seves accions en els fronts de Villagonzalo, Guareña, Colomes i el vèrtex de Cabezuela del Valle, sobre aquest últim lloc, on l'exèrcit republicà va atacar repetidament i van repel·lir els avanços malgrat la seva inferioritat de tropes i mitjans. El 2 d'octubre es va traslladar al capdavant de Còrdova, per la qual cosa el 221 Batalló —que operava a la zona de Hornachos i Azuaga— posteriorment va ser enviat a Còrdova, on va acabar l'any. L'IV Batalló de Treballadors va operar entre la zona de Llerena i Castuera. El 301 Batalló de Guarnició va passar l'any entre Sant Vicent d'Alcántara i Algesires, igual que el 302 Batalló de Guarnició. El 401 Batalló d'Ordre Públic va passar pràcticament tot l'any a Badajoz i va ser destinat a la fi del mateix a Talavera de la Reina. El 901 Batalló de Guarnició va començar l'any a Mèrida i ho va finalitzar traslladat a Don Benito. El 222 Batalló de Guarnició va començar l'any a Aguilar de la Frontera, va operar en la Serra d'Ullastre i ho va acabar al capdavant del Bou. A primers de març es va organitzar el 104 Batalló de Treballadors i va començar amb treballs de fortificacions a Mèrida, Oliva de Mèrida i Valdetorres. Va finalitzar l'any en Castuera amb el seu treball d'inici i millora de fortificacions. En el mes d'abril es va formar el XV Batalló en Almendralejo, va passar a operar en el front de Retamal de Llerena i va acabar l'any en el front de Còrdova. Al maig es va crear el 131 Batalló de Treballadors a Mèrida, que posteriorment es traslladaria a Font Obejuna i més tard a Monterrubio de la Serena, on va continuar amb treballs de fortificació i arranjament de pistes i carreteres i on va finalitzar l'any. A principis de juliol es va organitzar el 133 Batalló de Treballadors al poble extremeny dels Santos de Maimona i va desenvolupar els seus treballs específics als pobles de Valdetorres i Santa Amalia, tots dos a la província de Badajoz, on va acabar l'any. En el mes d'agost es va formar en Don Benito el 112 Batalló de Treballadors i va estar en aquesta zona tot el que restava de l'any 1938. L'1 de novembre es va formar a Badajoz el 376 Batalló de Guarnició, que va romandre a la ciutat amb els seus treballs de càrrega i descàrrega de material d'intendència així com el 158 Batalló de Treballadors creat al poble cordovès de Montilla, on es va quedar establement fins a final d'any.

#### Any 1939
El Regiment d'Infanteria Castilla núm. 3, que és com es deia al Castilla núm. 16 en aquesta època, va començar l'any 1939 amb disset batallons d'armes, sis batallons de treballadors, quatre batallons de guarnició i un d'ordre públic. Com el front d'Extremadura es va reactivar per atacs dels republicans per distreure a les tropes enemigues del front de Catalunya, les forces franquistes van enviar grans reforços i, davant aquesta situació, els republicans van decidir replegar-se.
Així i tot es van seguir creant batallons del «Castilla» i a principis del mes de gener es va crear el 203 Batalló de Treballadors amb base en Cerro Muriano, que va estar a la província de Còrdova fins a l'acabament de la guerra. A principis de febrer es va formar el 144 Batalló a Càceres i, després de passar per les províncies de Huelva i Còrdova, es va traslladar a Jaén fins que es va dissoldre, a la fi de juliol, i va entrar a formar part del XIV Batalló del «Castilla». L'I Batalló va començar l'any aquarterat a Granada, i més tard es va traslladar a la localitat cordovesa de Peñarroya, igual que el VII Batalló. L'II Batalló va continuar a les zones de Castuera i Campanar i, mesos més tard, ho van enviar a ocupar els pobles de la zona d'Almadén, on va estar acompanyat alguns mesos pels batallons VI, VIII, XI, XII i XIII. L'III Batalló va passar l'any 1939 entre les províncies de Còrdova i Jaén al costat del IX Batalló. El IV Batalló va operar als pobles de les províncies d'Almeria i Sevilla. El V Batalló va continuar tot l'any en el front de Madrid i va patrullar per Pozuelo de Alarcón i San Lorenzo de El Escorial. Els batallons X, XIV i XV van operar tot l'any pels pobles de la província de Jaén. Els batallons 221 i 222 van prendre part en les batalles que van tenir lloc en Peñarroya i Cabeza del Buey, d'on va partir el 222 Batalló per a Tarifa per prestar serveis de guarnició i va ser dissolt al setembre en entrar a formar part del Regiment d'Infanteria núm. 7, que estava de guarnició a Algesires.
El 4t Batalló de Treballadors va estar en Castuera fins que en el mes de juliol ho van traslladar al poble gadità de la Almoraima, on va ser dissolt. El 301 Batalló de Guarnició va estar a Larraix, el Marroc, fins que en el mes de juliol va ser dissolt i van llicenciar al personal que ho componia. El mateix li va ocórrer al 302 Batalló de Guarnició, amb la diferència que aquest últim prestava serveis de seguretat en el front de Madrid. D'igual manera que els anteriors, els batallons 376 de Guarnició, 159, 104, 131, 133, 112 i 203 de Treballadors, 401 d'Ordre Públic i 901 de Guarnició van ser dissolts i el seu personal llicenciat.
A partir de l'1 d'octubre, pel Decret de 24 de juliol de 1939 publicat en el Butlletí Oficial de l'Estat núm. 206, es va reorganitzar l'exèrcit i el «Castilla» es va establir a Badajoz amb el nom de Regiment d'Infanteria Castilla núm. 3, al comandament del tinent coronel Bartolomé Riera Maestre, al que mesos més tard va substituir el tinent coronel Ildefons Medina Mogollón.

### Conflicte bèl·lic en Ifni i Sàhara

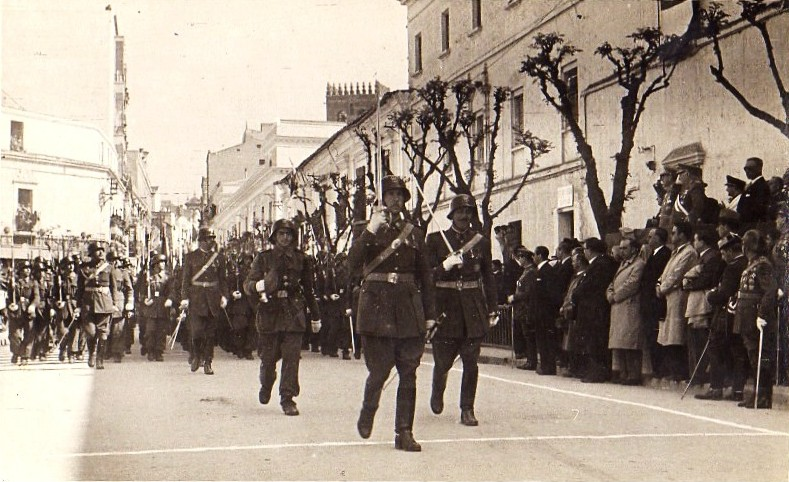
Desfilada del regiment d'Infanteria Castilla núm. 16 amb el comandant Rovira Recio al capdavant.

Passats els anys de la postguerra, el 22 de febrer de 1957, per Ordre Ministerial del dia 8 del mateix mes, que es va publicar en el Diari Oficial núm. 36, es va presentar el coronel Luis Valero Coll per prendre el comandament del regiment. Com a comandant ajudant d'aquest coronel estava Adolfo Rovira Recio, que més tard seria el primer cap del Regiment d'Infanteria Mecanitzada Castilla núm. 16 amb l'arribada a Badajoz dels primers carros de combat del regiment. A partir de 1957 l'agrupació de reclutes marxaven al pla existent en la cañada de Sancha Brava, que dista de Badajoz uns quatre quilòmetres, zona en la qual posteriorment es va edificar la caserna de Sancha Brava, on iniciaven el seu període d'instrucció. El comandament ho van tenir, alternativament, els comandants Carapeto Salgado i Rovira Recio.
Des de principis de 1957 es venien produint actes de sabotatge esporàdics en Ifni, província espanyola situada al sud del Marroc, la qual cosa feia preveure que s'empitjorarien en el futur. En la matinada del 23 de novembre d'aquest mateix any es van infiltrar diversos elements contraris a la presència espanyola a la ciutat de Sidi Ifni, i van ser descoberts per un sentinella que va donar la veu d'«Alto! Qui va?»; al no obtenir resposta va disparar la seva arma i es va deslligar un tiroteig. Al mateix temps, la qual cosa va confirmar que hi havia una acció coordinada pels indígenes, van ser atacats diversos destacaments situats entorn de Sidi i també van començar les fustigacions en el Sàhara Espanyol, més al sud. A la vista d'aquests incidents, a Espanya es van preparar diversos batallons expedicionarios, entre ells un del Castilla núm. 16 que va ser destinat a Villa Cisneros, al comandament del comandant Carapeto. El 29 de novembre de 1957 van embarcar en el vaixell Ciutat d'Oviedo, van fer escala a Las Palmas de Gran Canaria i van arribar el 9 de desembre a les platges de Gerga, en la península de Riu d'Or. A partir de l'endemà el Castilla núm. 16 va començar a prestar els seus serveis de guarnició en campanya.

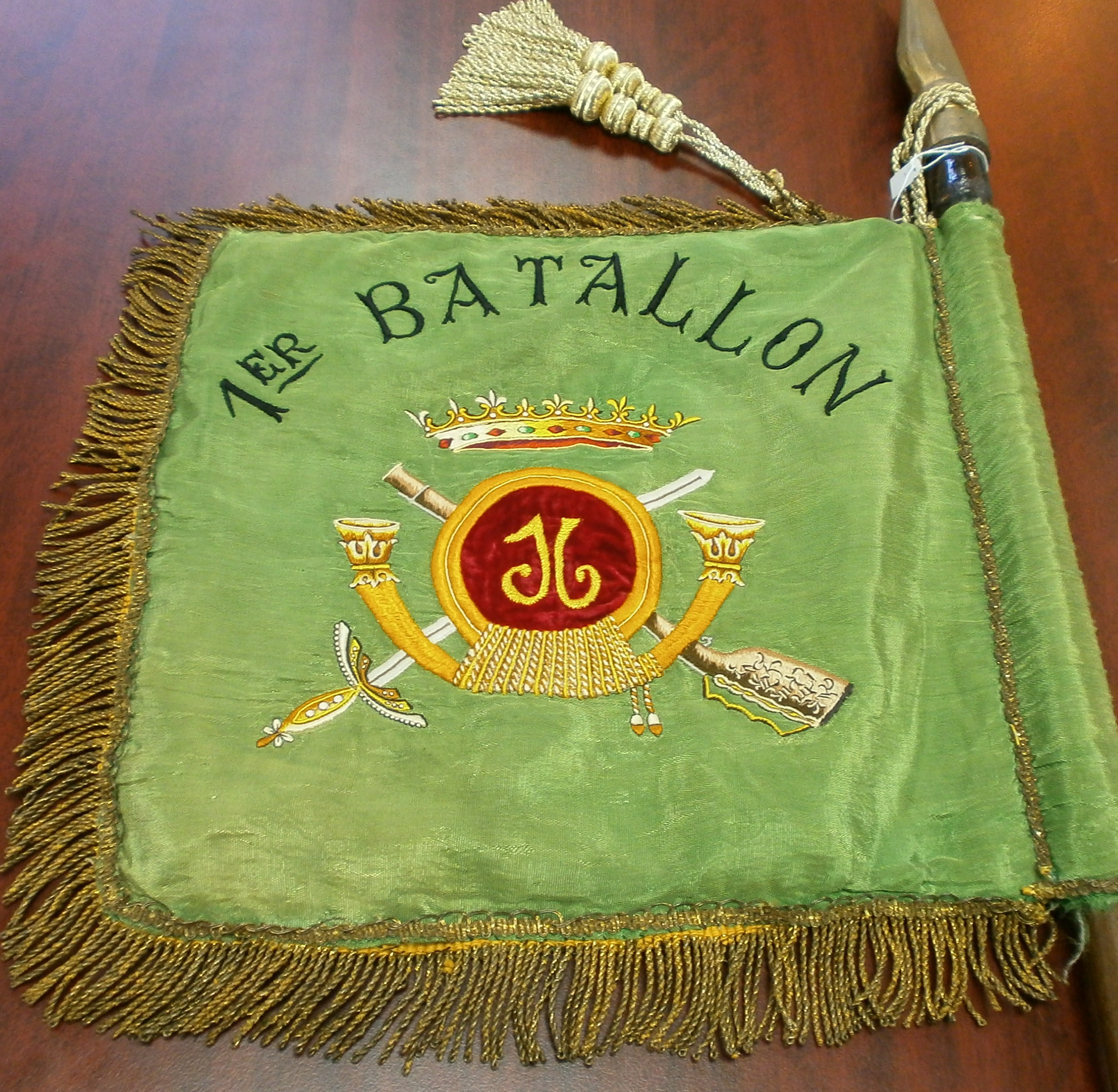
Banderola del batalló expedicionario del Castilla núm. 16 a Sidi Ifni.

No solament van lluitar contra les forces insurrectes; el Regiment expedicionario del Castilla núm. 16 va lluitar contra la set, doncs la ració diària d'aigua era el que cabia en una llauna buida de llet condensada. En gran manera la set era producte de la ració de menjar que se'ls donava: 60 grams de xocolata i una llauna de sardines. Com el pa arribava en pèssimes condicions, ple de bestioles negres, el gana va ser un altre enemic a batre. Dona idea d'aquesta escassetat el que el sopar de Nochebuena es va limitar a un plat de mongetes, un ou dur i una cervesa. I no solament van sofrir això: el metge del batalló va emmalaltir a Las Palmas de Gran Canaria i les tropes es van quedar sense aquest servei primordial, que va haver de prestar l'alferes de complement Ángel Fernández Gaitán, que era mèdic. Malgrat aquestes dificultats, el batalló va estar en continu contacte bèl·lic amb els nadius en un terreny molt conegut per ells i molt hostil per als espanyols. Ni tan sols la indumentària que portaven els facilitava les coses, perquè el seu color blau destacava sobre la sorra blanca del desert i convertia als soldats en blancs fàcils. En una aferrissada batalla, de les últimes que es van lliurar, es van consumir 13 000 cartutxos del calibre 7,92 mm i 4000 de 9 mm, això considerant que les armes que portaven els espanyols no metrallaven, sinó que feien els trets d'un en un.
També va estar present el batalló en l'ofensiva final del 20 de febrer de 1958. El 3 de juny va embarcar el batalló expedicionario en els bucs canoners Basc Núñez de Balboa i Magallanes i en el buc minador Èol, rumb a Las Palmas de Gran Canaria. Cinc dies més tard van embarcar en la turbonave Montserrat amb direcció a Algesires i, aquest mateix dia, van emprendre viatge per via fèrria cap a Badajoz. En l'acte en honor del batalló i del regiment es van imposar la Creu del Mèrit Militar de plata a setanta-vuit caps i soldats, la Medalla de Sofriments per la Pàtria al soldat Leandro Márquez Rosa i la Creu del Mèrit Militar amb distintiu vermell als comandaments del batalló. En aquesta campanya van morir en combat el sergent Juan Serrano Leite, el cap 1r. Jesús González González i el soldat Fidel del Riu Menayo.

### Noves denominacions de la unitat

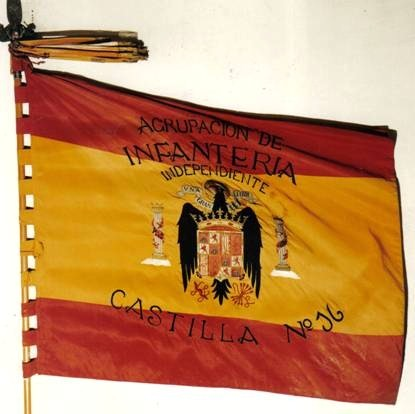
Bandera de l'Agrupació d'Infanteria Independent Castilla núm. 16.

En compliment de la Instrucció General núm. 160 115 del 15 de gener de 1960 que va dictar l'Estat Major de l'Exèrcit l'1 de març d'aquest mateix any, aquest regiment va prendre el nom d'Agrupació d'Infanteria Independent Castella núm. 16. El comandament va recaure en el coronel Justel Cadierno al que va seguir, per ascens d'est, el coronel Alfonso Ten Turón, i després van ostentar el comandament els coronels Enrique Gastesi Barreiro i Enrique de Muslera Fernández. El 21 de setembre i per Ordre Circular de l'1 del mateix mes, publicada en el Diari Oficial núm. 201, es va incorporar a aquest lloc el tinent coronel Adolfo Rovira Recio, que anys més tard va ser el primer cap del Batalló de Carros de Combat del Regiment del Castella núm. 16.
El 31 de març de 1963 el regiment va tornar a canviar de nom en virtut del que es disposa en la Instrucció General núm. 163-132 de l'Estat Major de l'Exèrcit. A partir de l'1 d'abril de 1963 es va denominar Regiment d'Infanteria Independent Castella núm. 16. El 17 de febrer de 1966 es va nomenar cap del batalló de carros de combat al tinent coronel Adolfo Rovira Recio i, el 30 de setembre, quan va passar revista al regiment el general Pedro Merry Gordon, li va lliurar el comandament del regiment al citat tinent coronel Rovira, ja que la plaça de coronel estava vacant. L'any 1965 i amb motiu de la reorganització de l'Exèrcit, aquest regiment va passar a cridar-se Regiment d'Infanteria Mecanitzada Castella núm. 16, segons la Instrucció Regional núm. A-58-65, i es va integrar en la Brigada d'Infanteria Mecanitzada «Extremadura» XI de la Divisió d'Infanteria Mecanitzada Guzmán El Bé núm. 2 de l'Exèrcit d'Intervenció Immediata.

## Nova caserna de Sancha Brava
El mes de març de 1966 es va iniciar el trasllat del comandament i la plana major del regiment a la nova caserna de Sancha Brava situat en la carretera de Badajoz a Valverde de Leganés, a uns quatre quilòmetres de la capital, i el 6 de juny el batalló mecanitzat. El 17 de novembre es va fer càrrec del regiment el coronel Fidel Càtedra Román, destinat al mateix per Ordre Circular del 28 d'octubre que es va publicar en el Diari Oficial núm. 245. Li va fer el lliurament del comandament del regiment el seu cap, el tinent coronel Adolfo Rovira Recio. Segons arribaven els tancs M47 Patton, es van ser distribuint entre les diverses companyies del batalló. En aquestes dates va cessar en el comandament per ascens a coronel el seu cap, el tinent coronel Adolfo Rovira Recio.

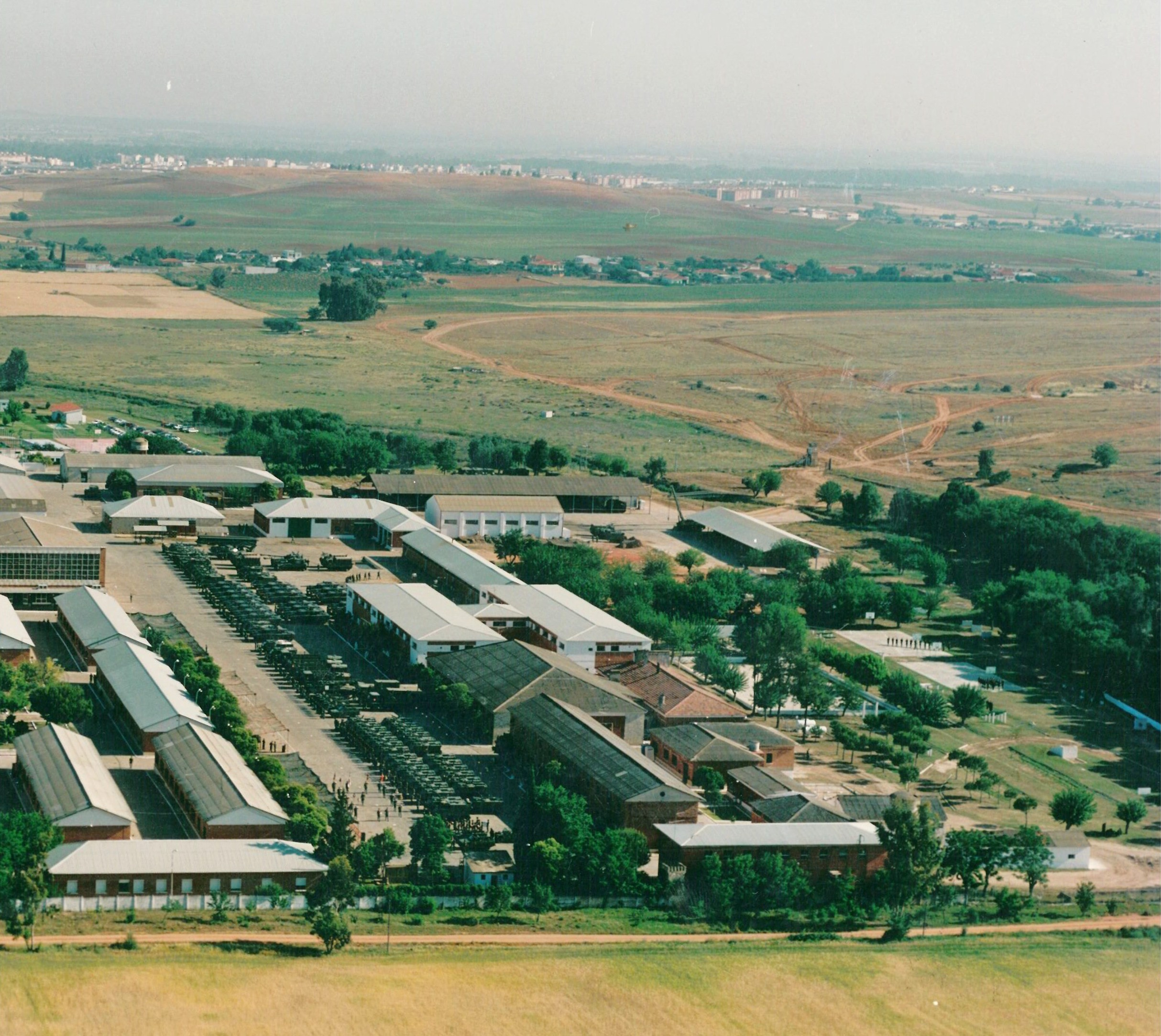
Vista aèria de la caserna de Sancha Brava.
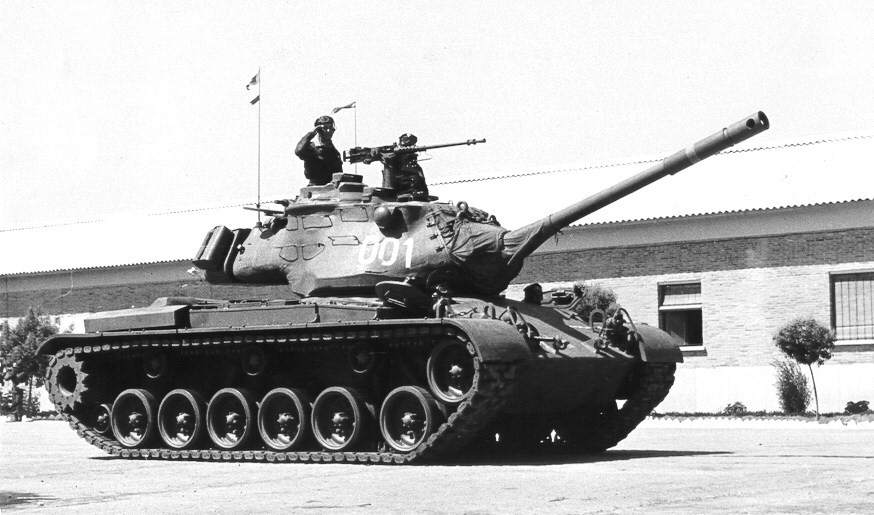
Tte. coronel Rovira en el carro 001. Desfilada en 1972.
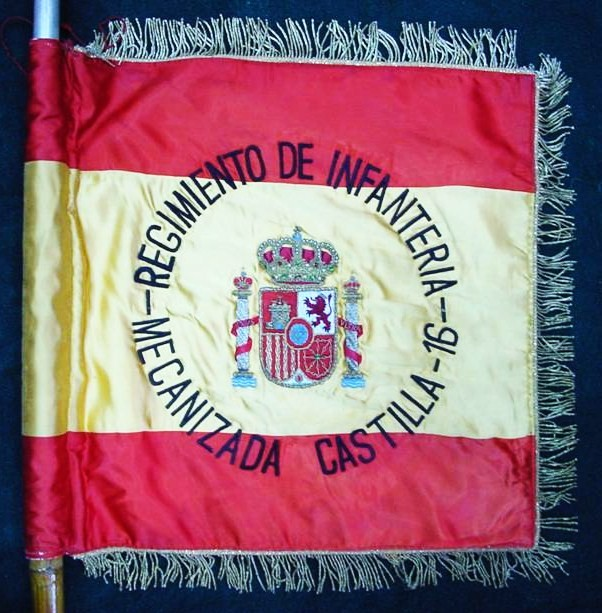
Estendard del RIMZ Castilla núm. 16.

El 10 de novembre de 1968 es va produir un fet important en el regiment: Extremadura i l'Institut de Cultura Hispànica van retre homenatge a l'Exèrcit Español, simbolitzat en aquesta ocasió pel Regiment d'Infanteria Mecanitzada Castilla núm. 16, i es va aprofitar l'acte per beneir i lliurar un estendard que va oferir l'Ajuntament de Badajoz. A les onze del matí va arribar el capità general de la II Regió Militar, Manuel Chamorro Martínez. Una vegada sentida la missa, els banderers van marxar als seus llocs al capdavant de la formació. Després d'una al·locució del coronel, la companyia de fusileros va efectuar una descàrrega i, mentre sonava l'himne nacional, la bandera i estendards es van retirar a la sala corresponent. A continuació es va procedir a la desfilada de les forces, tancat pel batalló de carros de combat M47, cadascun amb el nom d'un conqueridor extremeny, per la qual cosa aquest batalló es va dir de «La Hispanitat». Van assistir a l'acte els representants dels pobles que van lliurar les plaques amb els noms dels conqueridors nascuts en ells.

## Base General Menacho
Al començament de 1970 seguia sent coronel Fidel Càtedra Román, al que anteriorment se li havia imposat la Creu al Mèrit Militar amb distintiu blanc. Al juny de 1972 es va rebre la visita del Ministre de l'Exèrcit Juan Castañón de Mena, qui va felicitar als comandaments per la bona preparació de les forces revistadas. Entre exercicis militars com el «Pegasus-98», «Replay-94» o les missions de pau a Bòsnia i Croàcia van passar els següents anys. El 29 de maig de 1999 va començar el principi de la fi de l'aquarterament de Sancha Brava i per això es va celebrar a la Plaça d'Armes un emotiu acte de comiat. El 30 de juny d'aquest any es va publicar l'última ordre de l'Aquarterament de Sancha Brava. El Regiment d'Infanteria Mecanitzada Castilla núm. 16, successor del Regiment d'Infanteria Castilla núm. 16, va començar les operacions de trasllat a la Base General Menacho en Bótoa, a uns quinze quilòmetres de Badajoz, on roman en l'actualitat.

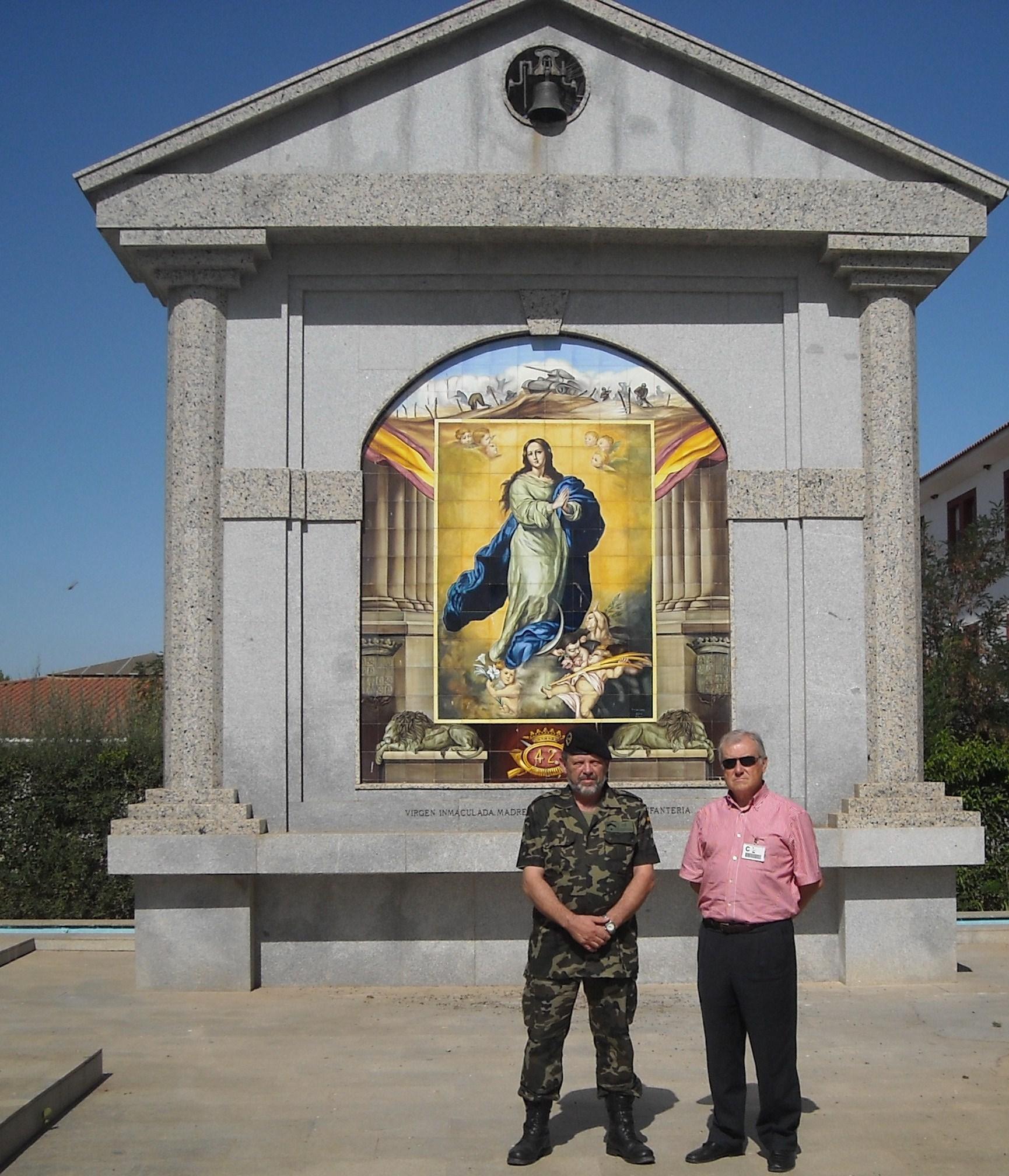
Monument a la Inmaculada Concepción.
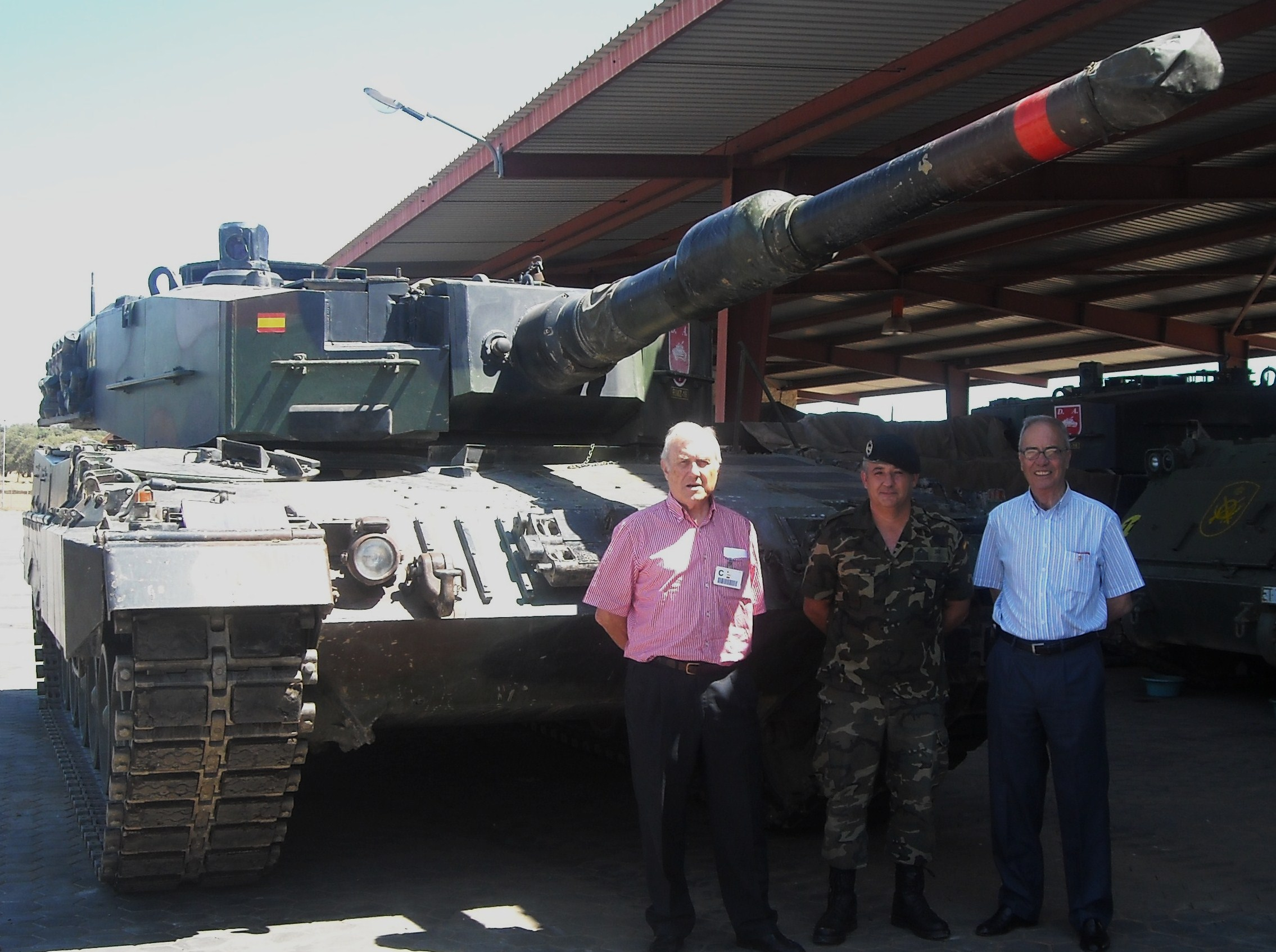
Carro de combat a la Base General Menacho.
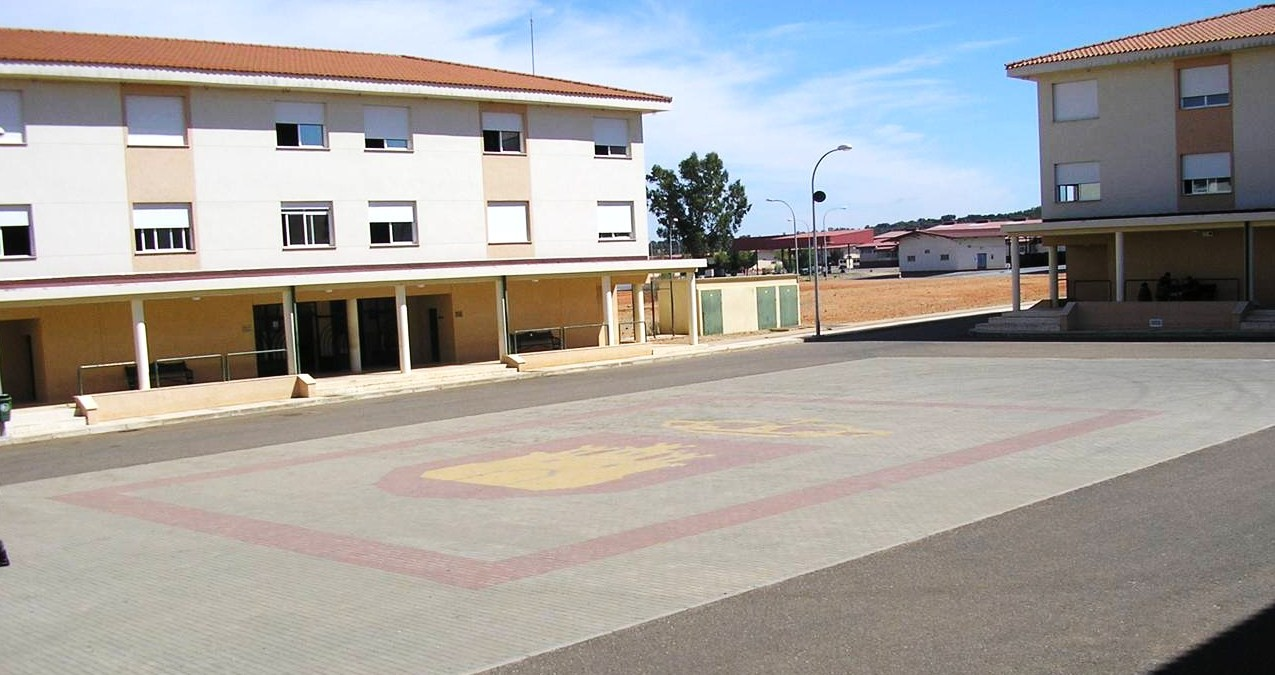
Pati de la zona de comandament de la Base General Menacho.

## Caps del regiment des de la seva fundació
Cadena de comandament del Regiment, ininterrompuda des de la seva creació per Pedro d'Alcántara Álvarez de Toledo i Salm-Salm, duc del Infantado i primer coronel del Regiment:
| 1793-Duc del Infantad                 | 1795-Antonio Senra               | 1796-Antonio Corretja                  | 1802-José Panés                | 1808-Ignacio Martínez Vallejo     | 1808-Gaspar Francs                  | 1812-Francisco Hevia                   | 1813-Francisco Bocelli               |
| 1815-Manuel Nava Campomanes           | 1820-José Marcos de Sáinz        | 1822-Pedro Antonio Barrena             | 1823-Narcís Pereda             | 1828-Francisco Sanjuanena         | 1835-Félix Carrera                  | 1836-Santos San Miguel i Valledor      | 1837-Miguel Mir de González          |
| 1840-Miguel Mir de González           | 1844-Ramón Nouvilas Rafols       | 1849-Francisco de la Rocha i Dugi      | 1857-Antonio Navazo i Teresa   | 1859-Eduardo Aldanese Urquidi     | 1864-José Velarde                   | 1865-Melitón Andrés Rodríguez          | 1866-José Oliva                      |
| 1867-Ramón de la Torre Bordono        | 1868-José Cheriff i Monroy       | 1869-José Faura i Serra                | 1871-José Pierrat Iniesta      | 1872-Félix Aburruza Manzanares    | 1873-José Pierrat Iniesta           | 1874-Antonio Ciriza Sánchez            | 1876-Pascual del Carrer Iguibert     |
| 1878-Emilio Ferrer i Marieta          | 1880-Leonardo Fernández Ruiz     | 1887-Manuel Ortega i Sánchez-Muñoz     | 1889-José Márquez Torres       | 1890-Joaquín Gutiérrez Villuendas | 1893-Francisco Salinero Beliver     | 1894-Gabriel Gelabert Vallecilla       | 1896-Cándido Hernández de Velasco    |
| 1897-Domingo Recio Martínez           | 1907-Vicente Ambel Cárdenas      | 1912-José Martínez Pedréira            | 1914-Manuel Elías Prats        | 1916-Reynaldo Carrero Ventura     | 1918-Francisco Insulsa Arbelo       | 1920-Luis Navarro A. de Parany         | 1923-Juan Urbà Palma                 |
| 1925-Pedro Calderón Delgado           | 1926-Federico Hernández S-Car    | 1931-Joaquín Guerra Zagala             | 1932-Adolfo Roca Lapuente      | 1933-José Cantero Ortega          | 1936-Eduardo Cañizares Navarro      | 1938-Luis Oliver Rubio                 | 1939-Bartolomé Riera Ortega. T.Col   |
| 1940-Bernabé Ortiz Esparraguera.T.Col | 1942-José Esquerre Rierol        | 1945-Ildefons Medina Mogollón          | 1947-Leopoldo García Rodríguez | 1952- Ildefons Medina Mogollón    | 1953-Juan Gutiérrez-Maturana Matheu | 1957-Luis Valero Col                   | 1960-Cesáreo Justel Cadierno         |
| 1962-Enrique Gastesi Barreiro         | 1963-Enrique de Muslera González | 1966-Fidel Càtedra Román               | 1970-Gervasio Martín Cotano    | 1972-Juan Camacho Collazo         | 1976-Leandro Blanco González        | 1980-José Cruz Requejo                 | 1980-Pedro Vallespín González-Valdés |
| 1981-Carlos Torres Espigola           | 1984-Hermenegildo García Briones | 1985-Celestino Sanz Hurtado de Mendoza | 1987-Tomás Quecedo González    | 1989-José Gallego del Pueyo       | 1991-Oliverio Celemín Peña          | 1993-Francisco M. García Almenta Dobón | 1995-Juan José Antolín Heriz         |
| 1997-José Manuel Mollá Ayuso          | 1999-Alfonso Guillén Regodón     | 2001-Luis Martín Aragonés              | 2003-Alberto Asarta Cuevas     | 2005-Nicolás de Bari Millán Cruz  | 2007-Santiago Cubes Roig            | 2009-Jerónimo de Gregorio i Monmeneu   | 2011-Pedro José Cabanach Vila        |

Nota: L'últim coronel cap d'aquest regiment i, al seu torn, el primer coronel cap del mateix regiment, però ja amb l'àlies d'«Infanteria Mecanitzada» va ser Fidel Càtedra Román el 1966.

## Ensenyes històriques
En el Museu de l'Exèrcit es guarden vuit banderes, sis amb colors nacionals i dues blanques.
- «Bandera Coronela», de color blanc.
- «Bandera del Batalló», de color blanc.

Les que tenen els colors de la bandera nacional són les següents:
- Dues lliurades al regiment el 16 de juliol de 1845 a Pamplona.
- Dos que substitueixen a les anteriors, que van ser lliurades el 16 de juliol de 1876 a Vitòria.
- Dos, que al seu torn substitueixen a les anteriors, es van lliurar el 7 de maig de 1902 a Badajoz.
- Una de les anteriors va ser canviada el 1941 i es va dipositar l'antiga en el Museu de l'Exèrcit.
- L'any 1968, l'altra va ser substituïda per un estendard en passar el regiment a ser «unitat mecanitzada».
- Aquest estendard es va canviar el 18 de desembre de 1983 per un altre a conseqüència del canvi de l'Escut Nacional i es va lliurar a l'Ajuntament de Badajoz perquè en sigueu custodis.

## Patrons
El regiment va tenir al llarg de la seva història diversos patrons. Des de la creació del regiment fins a setembre de 1829 va ser patró Sant Pere d'Alcàntara. A partir d'aquesta data es va nomenar patrona del regiment a la Mare de Déu del Carme, ja que el dia de la seva festivitat, el 16 de juliol, va tenir lloc en els voltants de la població de Jaén de Santa Elena la batalla de les Navas de Tolosa l'any 1212, en la qual el rei Alfons VIII al costat de les tropes navarreses de Sanç VII de Navarra i les aragoneses de Pere el Catòlic es van enfrontar a l'exèrcit numèricament superior del califa almohade Muhàmmad an-Nàssir. La batalla va ser el resultat de la croada empresa per Alfons VIII, l'arquebisbe de Toledo Rodrigo Jiménez de Rada i el Papa Innocenci III contra els almohades que dominaven Al-Àndalus. La trobada es va saldar amb una important victòria del bàndol cristià i va ser un punt àlgid de la Reconquesta, perquè va suposar el principi de la fi de la presència musulmana en la península Ibèrica.
Més endavant, l'any 1892, es va declarar «Patrona única de l'Arma d'Infanteria» a la Immaculada Concepció, mitjançant una Reial Ordre de 12 de novembre amb Decret Oficial 248 (D. O. 248), que segueix en l'actualitat com a única patrona.

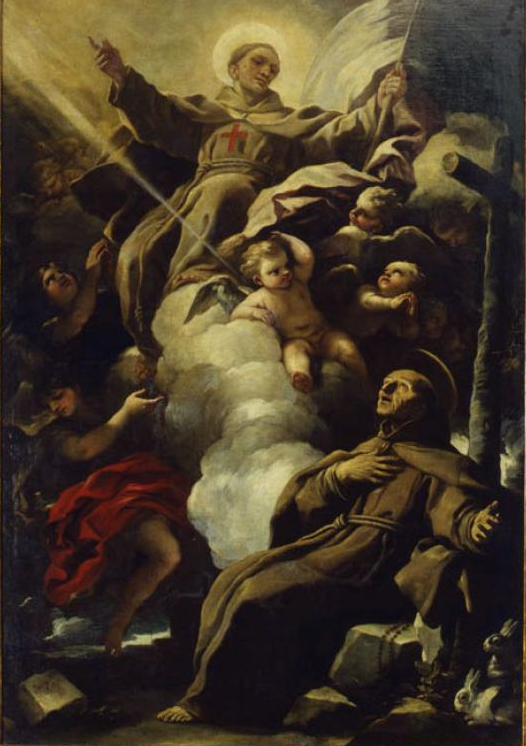
L'aparició de Juan Capistrano a Pedro d'Alcántara, obra de Lucca Giordano.
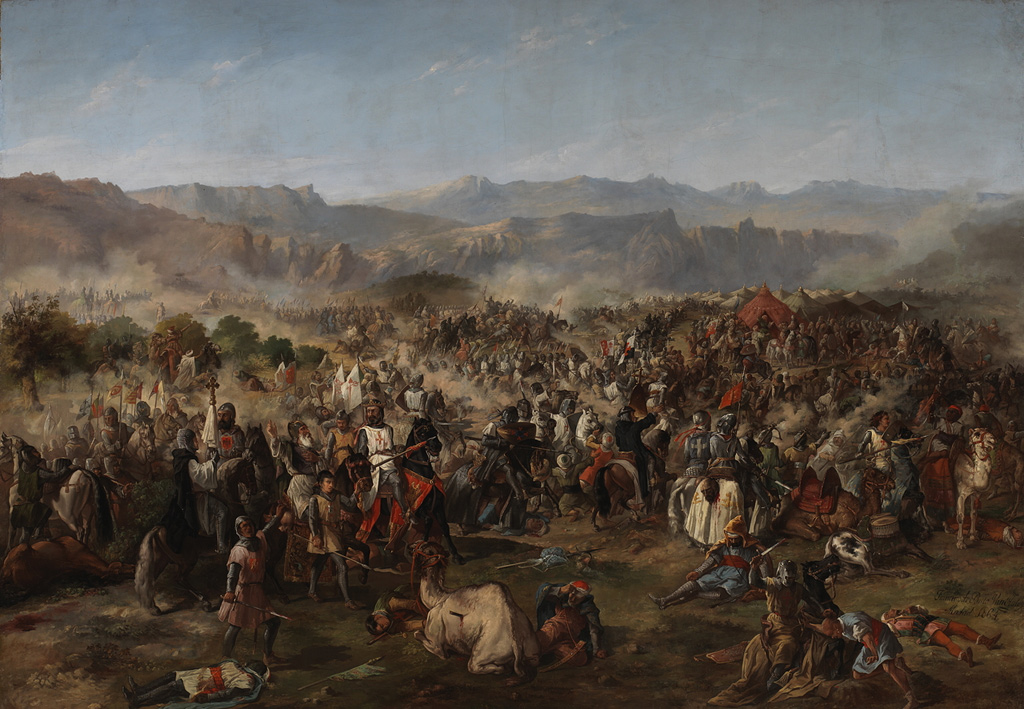
Batalla de les Navas de Tolosa, de Van Halin, exposada en el palau del Senat (Madrid).
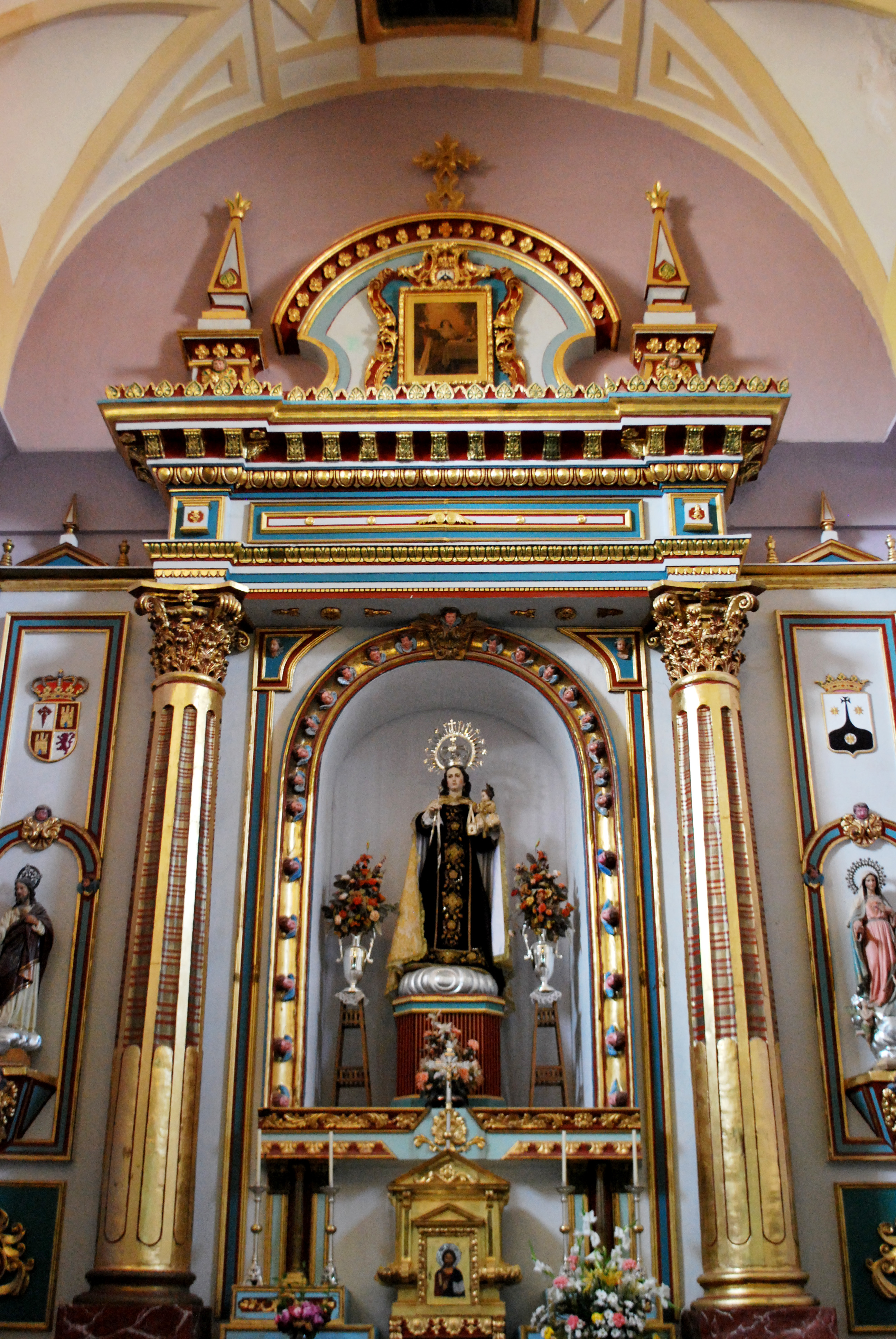
Verge del Carmen en Liétor (Albacete).
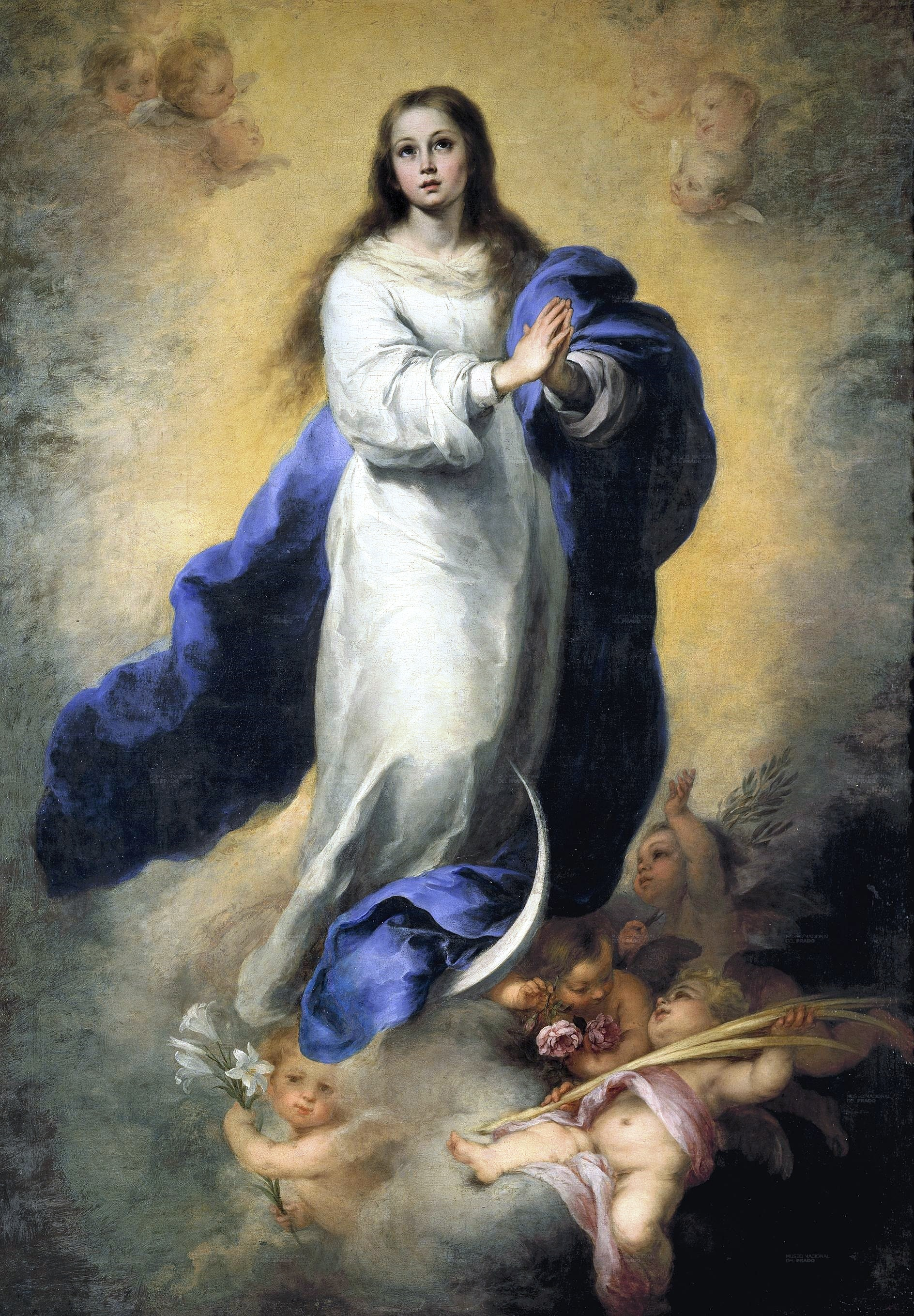
La Inmaculada de l'Escorial, per Murillo.

## Himne del regiment
L'himne del regiment va ser compost pel músic major Bonifacio Gil el 1924. La partitura original es conserva en el museu del RIMZ Castilla núm. 16 en Bótoa (Badajoz). Bonifacio Gil va començar la seva vida militar de tambor en el regiment «La Lleialtat» a Burgos, va passar al «Regiment Zamora» a Ferrol com a músic de primera, va treure les oposicions a Director de Bandes Militars amb el número u i va arribar a aconseguir el grau de comandant director de música. Va estar destinat en el regiment des de 1924 fins a 1947. En aquesta època es va dedicar a recopilar el folklore extremeny i la Diputació de Badajoz va editar la seva obra titulada Cancioner popular d'Extremadura en dos volums. També va ser director del Conservatori de Música de Badajoz. La lletra la va compondre el capità José Castillo. Aquest himne és el següent: